# Fleurines
Vous lisez un « bon article » labellisé en 2015.
Pour les articles homonymes, voir Fleurine (homonymie).
Fleurines est une commune française située dans le département de l'Oise en région Hauts-de-France au cœur de la forêt d'Halatte. Implantée au centre d'une clairière agricole, Fleurines bénéficie d'une situation particulière peu courante dans la région. La commune est en effet limitrophe des deux pôles urbains que constituent Pont-Sainte-Maxence au nord, et Senlis au sud.
L'histoire de Fleurines est intimement liée au prieuré Saint-Christophe-en-Halatte, fondé au XIe siècle sur une butte à l'extérieur du village. Une communauté agricole s'installe ensuite le long de la route des Flandres. Fleurines se développe à la Renaissance grâce à la sécurisation de cette route et à la tuilerie. L'activité agricole et l'industrie tuilière déclinent ensuite à partir du XIXe siècle. Au XXIe siècle, la construction d'une zone d'activités au nord du bourg garantit des emplois dans les secteurs secondaire et tertiaire. Comme la plupart des communes du sud de l'Oise, Fleurines connaît un dynamisme démographique, survenant après la Seconde Guerre mondiale, et la commune voit sa population tripler en cinquante ans.
L'ancien prieuré constitue aujourd'hui le principal élément du patrimoine architectural de Fleurines ; il est classé au titre des monuments historiques. La commune est également riche d'un important patrimoine naturel et paysager, et intègre le périmètre d'une zone naturelle d'intérêt écologique, faunistique et floristique (ZNIEFF). Depuis sa création en 2004, Fleurines entre également dans le périmètre du parc naturel régional Oise-Pays de France.

## Géographie

### Localisation

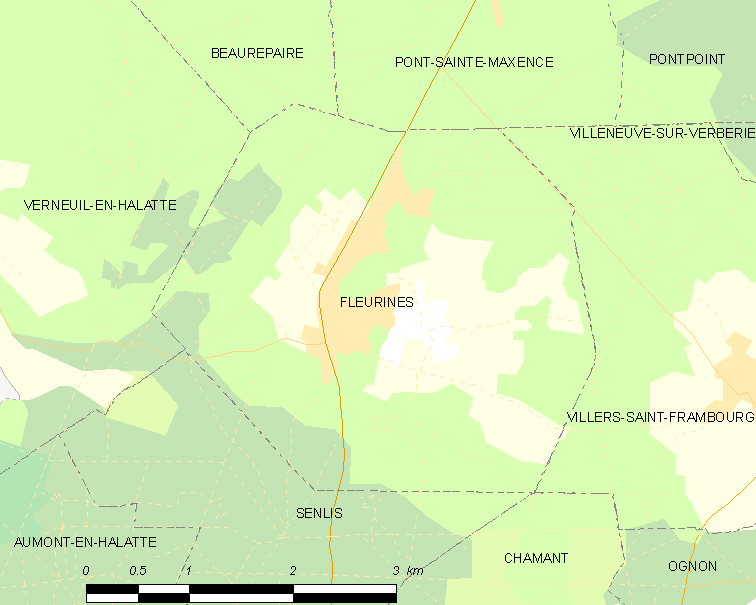
Limites administratives de Fleurines.

Fleurines est située au cœur de la forêt d'Halatte, au sud du département de l'Oise, entre Senlis (à 6 km) et Pont-Sainte-Maxence (à 5 km), et à l'est de Creil (à une distance routière de 11 km).
| Beaurepaire         | Pont-Sainte-Maxence |                         |
| Verneuil-en-Halatte | Fleurines           | Villers-Saint-Frambourg |
|                     | Senlis              |                         |

Le découpage administratif de la commune de Fleurines a la particularité que toutes les limites de la commune correspondent à des routes forestières de la forêt d'Halatte, et les points de rencontre entre trois ou quatre communes se situent toujours à l'un des carrefours de la forêt.
Au poteau des Blancs-Sablons dans la forêt d'Halatte, quatre communes se rencontrent : Chamant, Fleurines, Senlis et Villers-Saint-Frambourg, mais les communes de Fleurines et Chamant se touchent seulement en ce quadripoint et ne sont pas limitrophes, dans le sens qu'elles ne partagent pas de limites communes.

### Géologie et relief

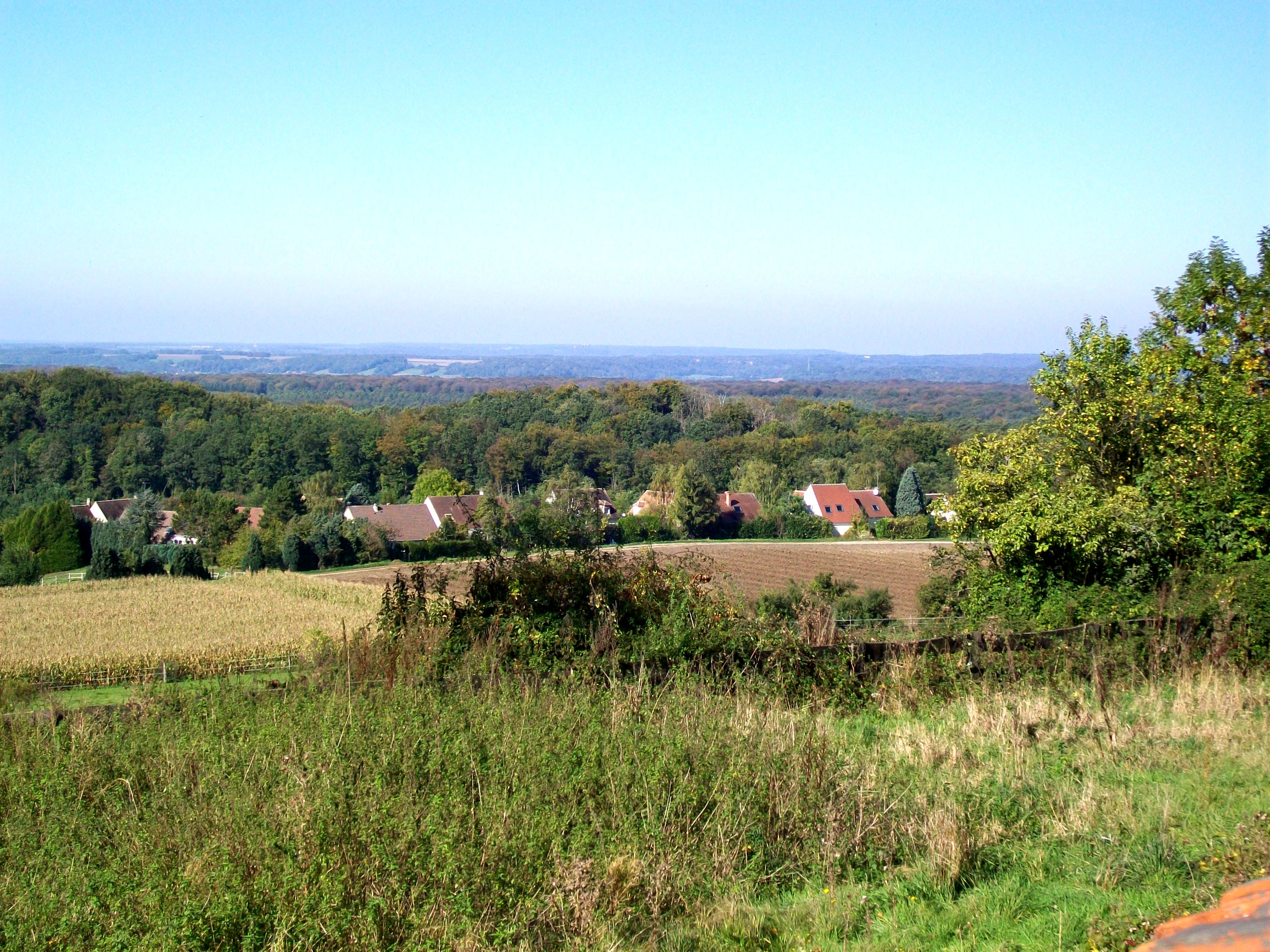
Vue sur les premières maisons de Fleurines depuis la butte de Saint-Christophe (2010).

Le territoire communal appartient géologiquement au Bassin parisien. Il fait partie d'un grand ensemble homogène de calcaire grossier d'âge tertiaire. La plus grande partie du territoire communal, dont le chef-lieu, repose sur un plateau constitué de sables de Beauchamp et d'argiles de Villeneuve-sur-Verberie datant du Bartonien inférieur. Le hameau de Saint-Christophe se situe sur une butte-témoin où affleurent des roches datant du Bartonien moyen et supérieur. La strate sédimentaire se compose de marnes blanchâtres et jaunâtres. Au sud-est de cette butte, ces formations sont recouvertes d'une couche de lœss. La partie occidentale de la commune est plus ancienne, datant du Lutétien,.
La superficie de la commune est de 1 195 hectares ; son altitude varie de 89  à   185 mètres. Le point culminant du territoire communal, à 185,3 m au-dessus du niveau de la mer, se trouve sur la butte-témoin de Saint-Christophe. Le mont Pagnotte, point culminant de la forêt d'Halatte, situé sur la commune voisine de Pontpoint, dépasse cette butte de seulement trente mètres. Aucun cours d'eau ne traverse Fleurines. Dans la forêt d'Halatte, existent quelques sources captées, dont la fontaine Bertrand et la fontaine du Lis sont les plus connues.

### Hydrographie
La commune est située dans le bassin Seine-Normandie. Elle n'est drainée par aucun cours d'eau,.

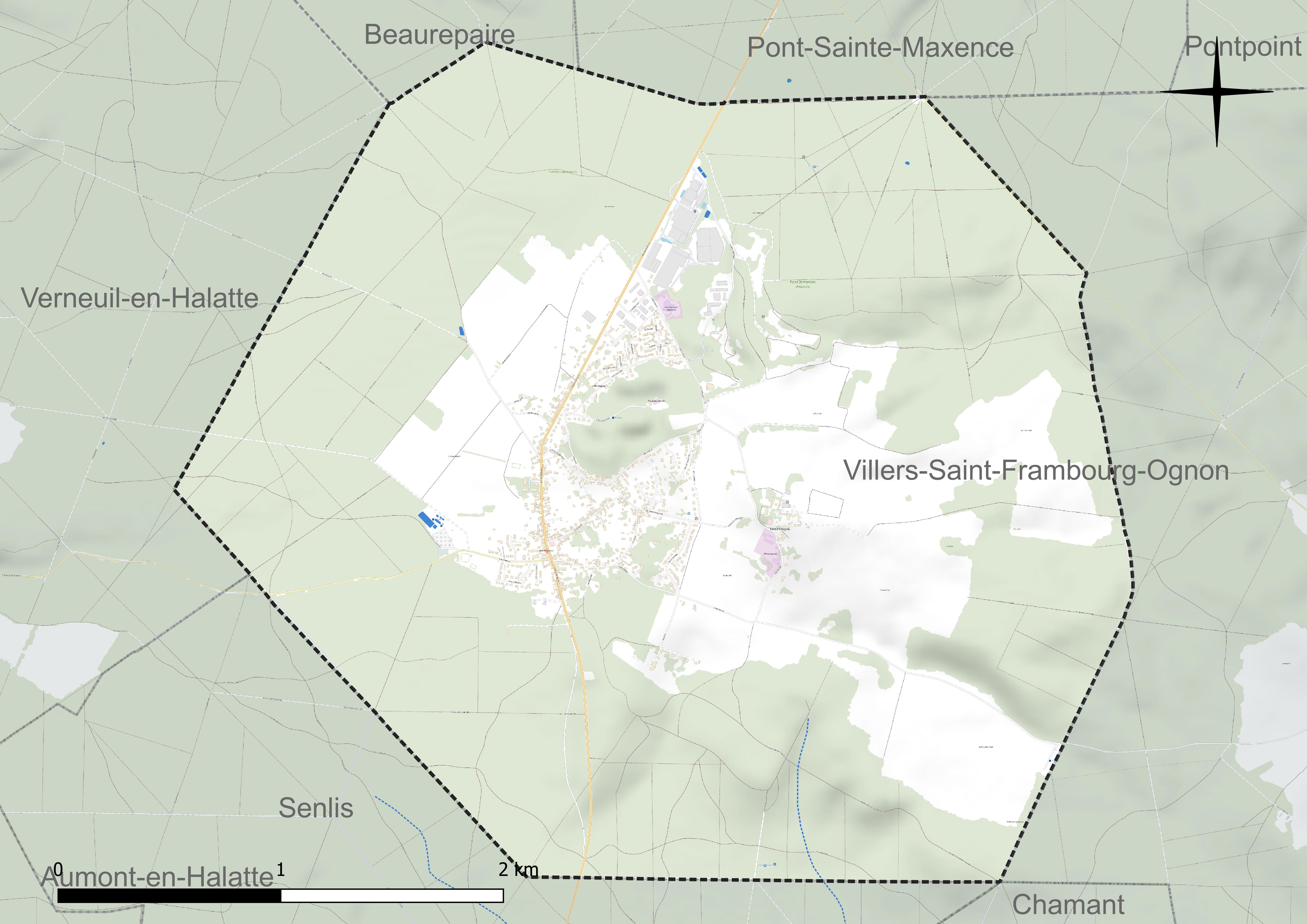
Réseau hydrographique de Fleurines.

### Climat
Pour des articles plus généraux, voir Climat des Hauts-de-France et Climat de l'Oise.
En 2010, le climat de la commune est de type climat océanique dégradé des plaines du Centre et du Nord, selon une étude du CNRS s'appuyant sur une série de données couvrant la période 1971-2000. En 2020, Météo-France publie une typologie des climats de la France métropolitaine dans laquelle la commune est dans une zone de transition entre le climat océanique et le climat océanique altéré et est dans la région climatique Nord-est du bassin Parisien, caractérisée par un ensoleillement médiocre, une pluviométrie moyenne régulièrement répartie au cours de l'année et un hiver froid (3 °C).
Pour la période 1971-2000, la température annuelle moyenne est de 10,5 °C, avec une amplitude thermique annuelle de 14,7 °C. Le cumul annuel moyen de précipitations est de 722 mm, avec 11,3 jours de précipitations en janvier et 8,3 jours en juillet. Pour la période 1991-2020, la température moyenne annuelle observée sur la station météorologique la plus proche, située sur la commune de Creil à 7 km à vol d'oiseau, est de 11,2 °C et le cumul annuel moyen de précipitations est de 662,2 mm,. Pour l'avenir, les paramètres climatiques de la commune estimés pour 2050 selon différents scénarios d'émission de gaz à effet de serre sont consultables sur un site dédié publié par Météo-France en novembre 2022.

### Paysages
Fleurines est l'unique village entièrement entouré de la forêt domaniale d'Halatte. Il est situé sur une vaste clairière comprenant des surfaces agricoles à l'ouest, ainsi qu'autour de Saint-Christophe. Une partie de la forêt, au nord-ouest, est communale ; il existe également quelques petits bois privés.
Le paysage fleurinois se compose de polycultures à partir desquelles se dessine nettement la lisière de la forêt d'Halatte.
Ces espaces ouverts, formés par l'agriculture alternent avec les espaces fermés, formés par la forêt et les lieux de peuplement.

### Milieux naturels et biodiversité
La commune entre dans le périmètre du parc naturel régional Oise-Pays de France pour la totalité de son territoire.
La zone naturelle d'intérêt écologique, faunistique et floristique (ZNIEFF) de type 1 « Massif forestier d'Halatte » couvre à Fleurines la forêt d'Halatte et ses bois annexes, à l'exclusion des autres parties de la commune. Sur Fleurines, la zone protégée au titre de la ZNIEFF correspond au site naturel classé de la forêt d'Halatte et de ses glacis agricoles (classement par décret du 5 août 1993).
La butte de Saint-Christophe ayant été exclue de ce site, elle a été intégrée dans un autre site classé, celui des « Forêts d'Ermenonville, de Pontarmé, de Haute-Pommeraie, clairière et butte de Saint-Christophe » (classement par décret du 28 août 1998).
En outre, l'ensemble de la commune de Fleurines fait partie du site naturel inscrit de la vallée de la Nonette (inscription par décret du 6 février 1970). Ce site inscrit a préfiguré le parc naturel régional, son découpage étant à peu près identique avec la partie du parc située dans l'Oise.

## Urbanisme

### Typologie
Au 1er janvier 2024, Fleurines est catégorisée bourg rural, selon la nouvelle grille communale de densité à sept niveaux définie par l'Insee en 2022.
Elle est située hors unité urbaine. Par ailleurs la commune fait partie de l'aire d'attraction de Paris, dont elle est une commune de la couronne,.

### Occupation des sols
L'occupation des sols de la commune, telle qu'elle ressort de la base de données européenne d'occupation biophysique des sols Corine Land Cover (CLC), est marquée par l'importance des forêts et milieux semi-naturels (67,4 % en 2018), une proportion sensiblement équivalente à celle de 1990 (67,5 %). La répartition détaillée en 2018 est la suivante : 
forêts (67,4 %), terres arables (22,7 %), zones urbanisées (7,5 %), zones agricoles hétérogènes (2,5 %). L'évolution de l'occupation des sols de la commune et de ses infrastructures peut être observée sur les différentes représentations cartographiques du territoire : la carte de Cassini (XVIIIe siècle), la carte d'état-major (1820-1866) et les cartes ou photos aériennes de l'IGN pour la période actuelle (1950 à aujourd'hui).

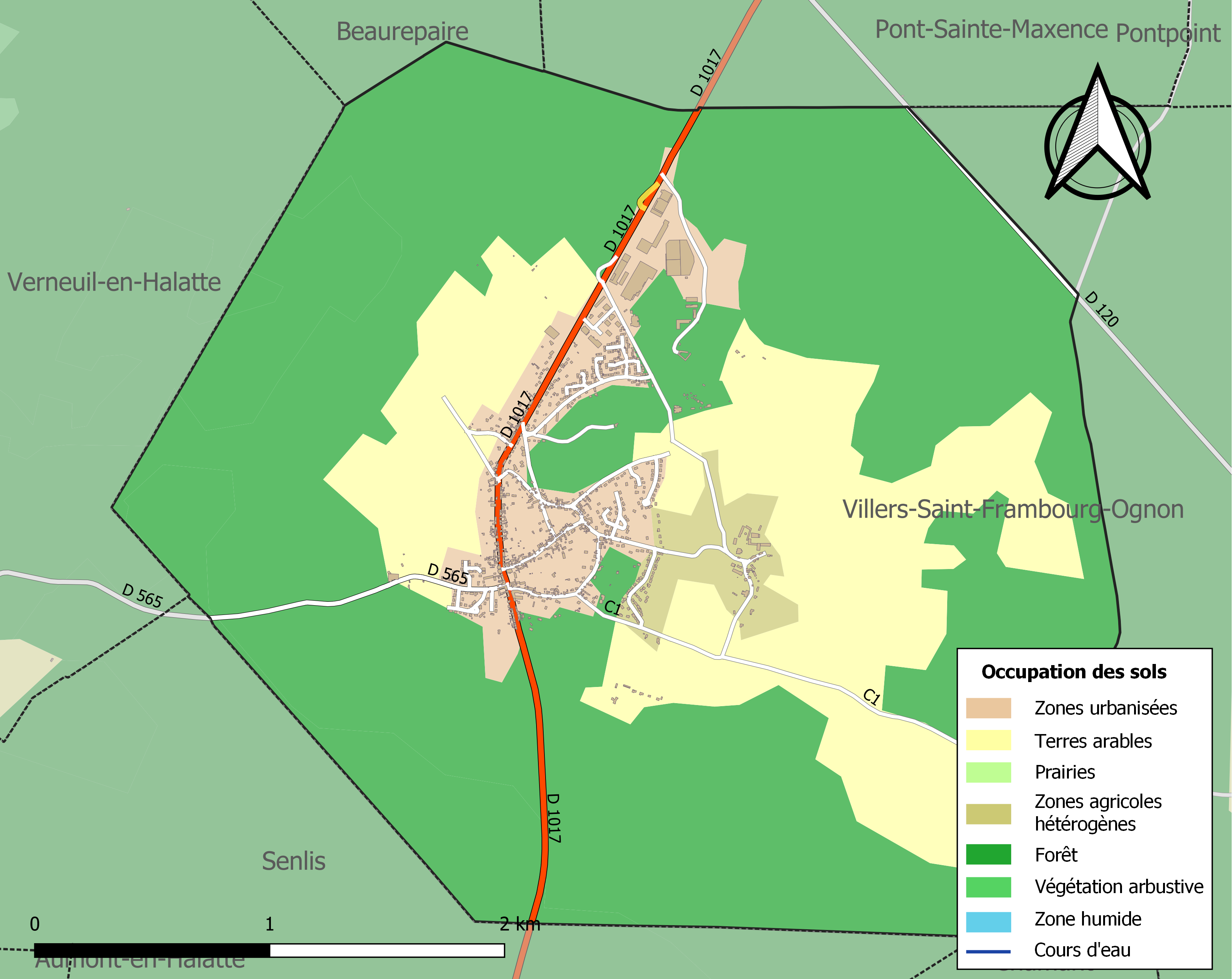
Carte des infrastructures et de l'occupation des sols de la commune en 2018 (CLC).

### Morphologie urbaine
Le tissu urbain de Fleurines est segmenté en deux parties. Le chef-lieu s'étend le long de la D 1017 (ancienne route des Flandres) tandis que le hameau de Saint-Christophe est installé sur une butte-témoin à l'est.
La zone d'activités qui s'étend le long de la D 1017 marque le passage entre la forêt et le tissu urbain. Au centre, le bois de La Montagne est une rupture dans le paysage urbain fleurinois.
La position particulière de Fleurines, dans une clairière au centre de la forêt d'Halatte, n'est pas naturelle puisqu'elle est issue de déboisements ayant eu lieu lors de l'installation des religieux dans le prieuré Saint-Christophe. La sécurisation de la route des Flandres et le développement des échanges favorisent la croissance du village.

### Lieux-dits, hameaux et écarts
La commune se compose du village éponyme, ainsi que du hameau de Saint-Christophe, à 1 km à l'est du bourg ; autrefois siège d'un prieuré fondé en 1061, il a existé avant le chef-lieu.

### Habitat et logement
En 2019, le nombre total de logements dans la commune était de 879, alors qu'il était de 826 en 2014 et de 777 en 2009.
Parmi ces logements, 89,9 % étaient des résidences principales, 3,3 % des résidences secondaires et 6,8 % des logements vacants. Ces logements étaient pour 76,3 % d'entre eux des maisons individuelles et pour 19,4 % des appartements.
Le tableau ci-dessous présente la typologie des logements à Fleurines en 2019 en comparaison avec celle de l'Oise et de la France entière. Une caractéristique marquante du parc de logements est ainsi une proportion de résidences secondaires et logements occasionnels (3,3 %) supérieure à celle du département (2,4 %) et à celle de la France entière (9,7 %). Concernant le statut d'occupation de ces logements, 74,3 % des habitants de la commune sont propriétaires de leur logement (76,7 % en 2014), contre 61,4 % pour l'Oise et 57,5 pour la France entière.
| Typologie                                               | Fleurines | Oise | France entière |
| ------------------------------------------------------- | --------- | ---- | -------------- |
| Résidences principales (en %)                           | 89,9      | 90,4 | 82,1           |
| Résidences secondaires et logements occasionnels (en %) | 3,3       | 2,4  | 9,7            |
| Logements vacants (en %)                                | 6,8       | 7,1  | 8,2            |

### Aménagements récents et projets
En signant la charte du parc naturel régional Oise-Pays de France, Fleurines s'engage à réaliser une étude urbaine de son territoire avant de réviser son plan local d'urbanisme (PLU). En 2014, cette étude urbaine est en voie d'intégration au PLU.
Les récents projets réalisés concernent l'aménagement des abords du groupe scolaire pour la rentrée 2012. Un projet de déviation routière, à l'ouest du bourg, avait été envisagé depuis les années 1990. Figurant dans le Plan d'Occupation des Sols (POS) de 1995, ce projet poserait des questions paysagères,.

### Voies de communication et transports

#### Infrastructure routière
L'ancienne route nationale 17 qui va du Bourget à Halluin traverse la commune par le centre-ville. Fleurines est par ailleurs reliée à l'autoroute A1 par la D 1330 qui passe par Senlis et permet ainsi de rejoindre Paris. Elle est reliée à Compiègne par les routes D 200 et la D 932A. D'autres routes secondaires, comme la D 565, permettent de rejoindre Verneuil-en-Halatte et Villers-Saint-Frambourg.

#### Transports en commun
En transport en commun, Fleurines est desservie par trois lignes du réseau interurbain de l'Oise : la ligne 640 Senlis - Pont-Sainte-Maxence - Verberie, la ligne 633 Fleurines - Creil, la ligne 641 Senlis-Compiègne. La première propose, au premier semestre de 2022, des aller-retours vers Senlis du lundi au vendredi, ainsi que de nombreux renforts en période scolaire, sauf le samedi. La seconde propose quatre allers Fleurines - Creil et cinq retours du lundi au vendredi, ainsi que deux allers-retours le samedi. Les horaires ne permettent pas d'effectuer l'aller-retour depuis Creil dans la journée, et depuis Pont-Sainte-Maxence, l'aller-retour dans la journée n'est possible qu'en période scolaire. Fleurines n'étant pas reliée au réseau ferroviaire, les voyageurs doivent se rendre à la gare de Pont-Sainte-Maxence, desservie par le réseau TER Hauts-de-France.

### Risques naturels et technologiques
Fleurines a fait l'objet de trois arrêtés de catastrophe naturelle. Des inondations et coulées de boue ont eu lieu en juin 1997 (justifiant l'arrêté du 2 février 1998). La commune a également été touchée par des inondations, coulées de boue et mouvements de terrain en décembre 1999, consécutivement aux tempêtes Lothar et Martin.
La localité est exposée, compte tenu de la nature du sol, à des phases de retrait-gonflement des argiles dus à l'alternance de phases d'hydratation-dessiccation des argiles. Ce phénomène est responsable, entre autres, de fissures dans la fondation des bâtiments. Les abords de la butte Saint-Christophe sont exposés à un aléa moyen à fort tandis que le reste de la commune est soumis à un aléa faible voire nul. La commune fait l'objet d'un arrêté de catastrophe naturelle pour cet aléa en date du 19 mars 1999.
Fleurines est située en zone de sismicité très faible de niveau 1 sur une échelle de 1 à 5 tout comme le reste de l'Oise.

## Toponymie
Le nom de la localité est attesté sous les formes Florinas en 1061 ; villam nuncupatam Florinas (1061) ; Florinoe (1061) ; de Florinis (1095) ; Fleurennes (1260) ; Flourannes (1260) ; Florisicurtis (vers 1300) ; Florines (1478) ; Flourines (vers 1510) ; Fleurine (1617) ; Fleurines (1667) ; eccl. de Florinis (1700) ; Fleurinne (1728) ; Fleurines en Halatte (1789).
Des hypothèses anciennes ont été formulées sur l'étymologie du toponyme Fleurines. Il a été supposé qu'il pourrait être issu du latin figula « poterie » ou bien encore de Flor Arenarum « fleur des sables », étant donné l'existence de la « montagne de sable » à Fleurines (près de la piscine). Or, la forme ancienne disponible et la connaissance des lois de la phonétique invalident ces théories. En effet, on ne voit pas comment d'hypothétiques mentions latines (dont on ne conserve aucune trace) *Figula (ou plutôt un dérivé *Figulinas) ou *Florarenarum auraient pu être latinisées en Florinas, ni pourquoi d'ailleurs. En revanche, l'évolution phonétique de Florinas en Fleurines est tout à fait régulière en langue d'oïl.
Albert Dauzat et Charles Rostaing émettent l'hypothèse d'une formation en -īnum, à savoir -īnas à l'accusatif féminin pluriel, basée sur le nom de personne latin Florus, au sens global de « propriété, lieu de Florus » (voir à ce sujet les formations toponymiques de l'Antiquité tardive et du début du Moyen Âge en -iacas qui ont donné -ies dans le nord de la France et en Belgique).
Jacques Chaurand et Maurice Labègue reprennent cette thèse et suggèrent également le nom commun flor- « fleur », suivi du même suffixe, au sens de « lieu des fleurs ».

## Histoire

### Moyen Âge
Le village de Fleurines est nettement moins ancien que la plupart des autres villages de la région, et son existence n'a laissé aucune trace écrite avant le XIe siècle. Un ancien chemin gaulois traverse cependant le village d'est en ouest. L'origine du hameau de Saint-Christophe ne peut être datée avec exactitude, pas plus que celle de Fleurines, mais remonte au moins à l'an 875. La colline de Saint-Christophe portait alors le nom de mont Hermenc, d'après celui d'un propriétaire qui possédait également une villa qui s'y trouvait (dans des textes rédigés en latin médiéval « villa nomine Hermane »), et fut déjà le siège d'une petite abbaye, appartenant au chapitre de la cathédrale Saint-Pierre de Beauvais, relevant de l'évêque de Beauvais. Les moines ne possédaient que quelques parcelles de la forêt d'Halatte se situant sur le diocèse de Senlis, et n'en tiraient que des revenus insuffisants. En 1061, ils décidèrent donc d'offrir l'abbaye à l'écuyer Waleran ou Galeran de Senlis, apprécié par le roi Philippe Ier, qui en fit son grand chambellan, puis son ministre des finances. La stratégie des moines se révéla payante, car Waleran se montra en échange d'une grande générosité. Il finança la construction d'une église et d'un nouveau monastère, offrit à l'abbaye des terres, des vignes, des bois, deux métairies et des immeubles à Meaux, et mit à sa disposition des serfs. Le roi à son tour accorda à l'abbaye une charte d'immunité. Waleran avait toutefois négligé l'effet que leur soudaine richesse aurait sur les moines, entraînant des débordements. Afin de résoudre ce problème, il décida de rattacher le monastère au prieuré clunisien de La Charité-sur-Loire, choix apparemment motivé par le fait que son fils Pierre y fut moine. Waleran procura encore au prieuré de Saint-Christophe ainsi créé en 1083 les revenus de la commanderie des Templiers et de la cure de Lagny-le-Sec.

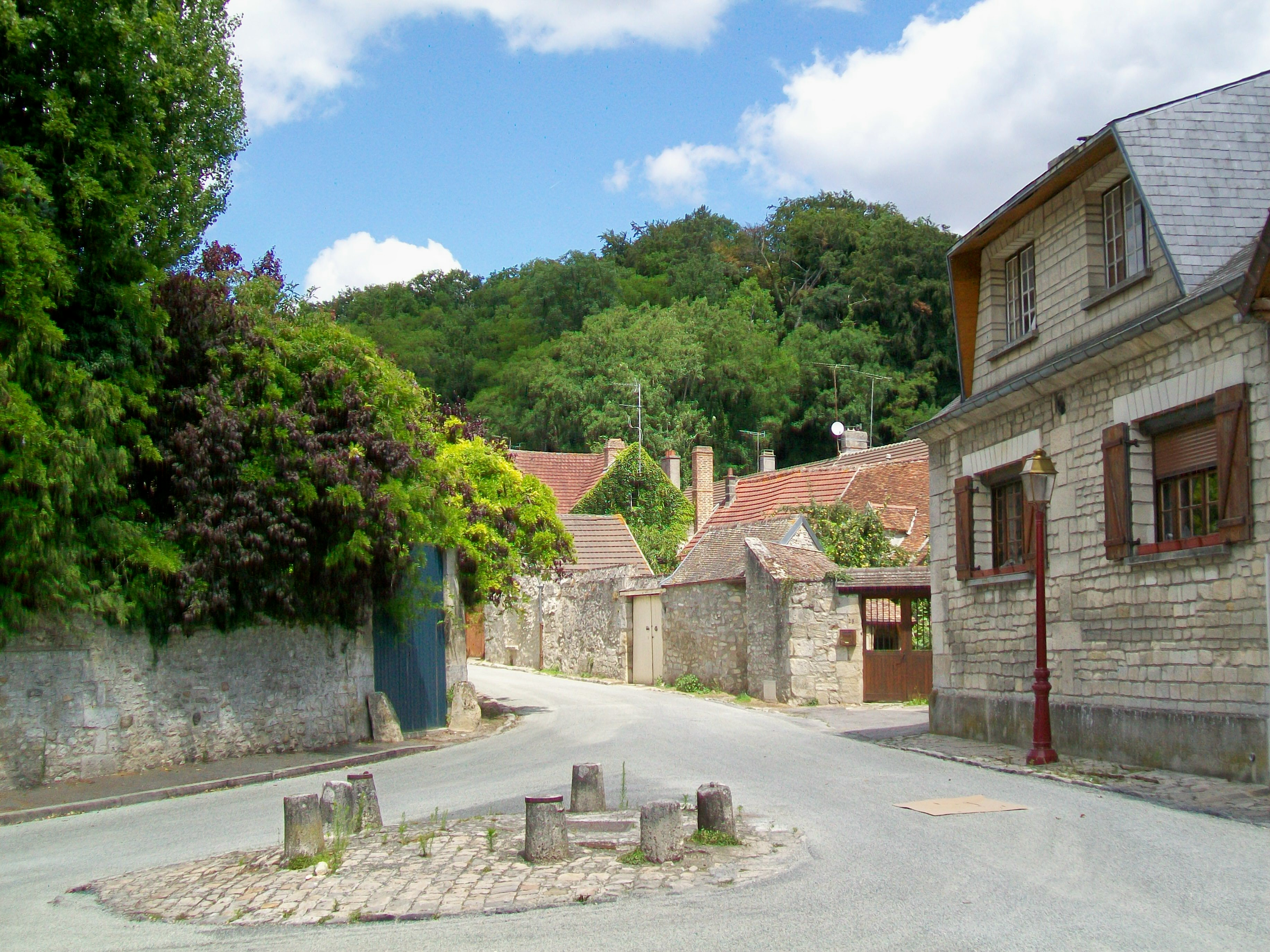
Lieu de la Grande fontaine, où furent construites les premières maisons de Fleurines.

Le village de Fleurines apparut probablement à l'époque de Waleran, sans que l'on puisse établir un rapport avec la refondation du monastère, sous le nom latin « Florinas ». Les premières maisons sont apparues autour de la Grande fontaine, ou fontaine Berthaud, qui après-guerre a laissé la place à un simple rond-point. Mais la petite agglomération s'étendait bientôt sur la grande route de Senlis à Pont-Sainte-Maxence, l'actuelle RD 1017, qui traversait initialement Fleurines sur un tracé plus à l'ouest. Le prieur de Saint-Christophe avait sur les habitants le droit de haute, moyenne et basse justice. Ils pouvaient faire paître leurs animaux sur les terres du prieuré, mais étaient également obligés d'aider les moines dans le défrichement de la forêt.
Pendant le Moyen Âge, c'est encore le hameau de Saint-Christophe qui est au centre de l'histoire, grâce à son prieuré, et non le village. En effet, les rois de France ayant droit de gîte au prieuré, ils l'utilisent souvent comme relais de chasse. La situation de Fleurines sur une grande route n'est pas toujours avantageuse pour son développement, car elle expose le village davantage aux pillages commis habituellement par des soldats de passage. Les villageois se voient obligés de fournir un contingent de soldats à Philippe Auguste pour la bataille de Bouvines, le 27 juillet 1214.

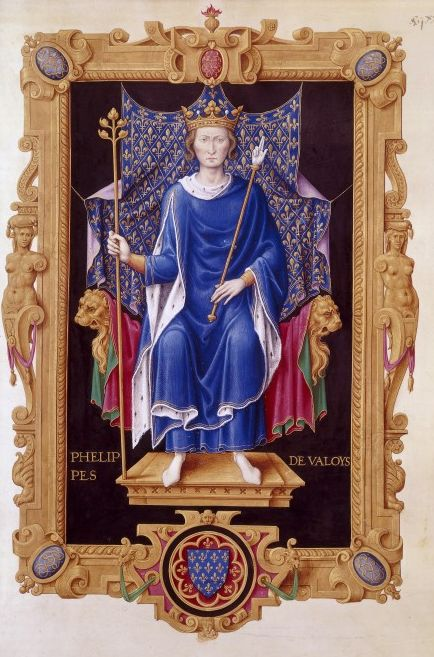
Philippe VI de Valois. Recueil des rois de France, vers 1550.

Bien que Philippe le Bel ait acheté le manoir de Fécamp à Pontpoint au début du XIVe siècle, lui et ses successeurs continuent de fréquenter Saint-Christophe. Ainsi, au moins treize séjours de Philippe VI de Valois sont attestés. Entre le 12 et le 16 avril 1331, il y rencontre secrètement le roi d'Angleterre Édouard III, fils de sa petite-cousine Isabelle, pour tenter de régler les différends entre les deux royaumes. Philippe l'accueille simplement, ce qui est ressenti comme une humiliation par Édouard, qui se vengera plus tard dans la guerre de Cent Ans. Philippe de Valois vient une dernière fois en 1349, quand il signe des documents régissant la durée du travail dans le bailliage de Senlis. Son successeur, son fils Jean le Bon, instaure l'ordre de l'Étoile depuis Saint-Christophe, en date du 16 novembre 1351. Ensuite, en raison de la guerre de Cent Ans, les chasses royales se font rares ; seul Charles VI vient encore à Saint-Christophe, six fois entre 1391 et 1398, à l'occasion de passages à Senlis. Quant à Fleurines, des bandes armées y commettent des atrocités en 1414, tuant plusieurs habitants, et le village est dévasté par les Anglais en 1359 et 1434. C'est toutefois pendant cette période trouble que l'église paroissiale de Fleurines est construite, entre 1390 et 1419. Son massif clocher sert souvent de lieu de refuge devant l'ennemi. Après le retour de la paix, les chasses royales sont organisées de préférence dans la vallée de la Loire, le confort du prieuré étant désormais jugé insuffisant. Saint-Christophe est abandonné à son sort.

### Temps modernes
Pendant le siège de Senlis lors de la huitième guerre de religion, en 1588, les armées de la Ligue commettent des exactions à Fleurines. Le premier plan de Fleurines est dessiné en 1602, en tant qu'élément des fresques peintes par Toussaint Dubreuil dans la galerie des Cerfs du château de Fontainebleau. Le village connaît alors un essor, qui est dû au développement favorable de l'activité tuilière, attestée par des documents depuis le XIVe siècle. La route des Flandres, appellation locale de la nationale 17, ainsi que la rue de l'Église et la rue des Frièges sont pour la première fois pavées. Les tuiliers, de plus en plus nombreux, prélèvent la terre d'argile en forêt d'Halatte, ce qui occasionne des dommages à la forêt. Après l'envisagement de plusieurs solutions pour mettre les tuiliers à contribution, ils s'engagent en 1670 de verser une somme de dix livres annuellement, système qui reste en vigueur jusqu'en 1839,.
Quant au prieuré, il prospère également, même s'il n'a plus aucun rôle à jouer dans l'histoire, les moines négligeant par ailleurs l'observance de la règle bénédictine, songeant en premier lieu à s'enrichir. Quatre paroisses dépendent de Saint-Christophe : Lagny-le-Sec, Le Plessis-Belleville, Pontpoint et, bien sûr, Fleurines. Leurs curés sont nommés par le prieuré, qui touche en outre une partie de la dîme, des taxes et offrandes. Les revenus du prieuré ne cessent de croître au cours des siècles. Il possède des immeubles, notamment à Senlis ; une tuilerie ainsi qu'une ferme à Fleurines, et une ferme à côté du prieuré. En 1638, son domaine forestier a pratiquement doublé depuis la fondation et représente la principale richesse du monastère. Puis, les titres de propriété du prieuré s'étant perdus, le tiers lui est retiré au profit du roi. Toutefois après l'évêque de Senlis et le roi, le prieuré reste le principal propriétaire forestier du massif d'Halatte. Comparé aux deux autres grands propriétaires, « c'est le prieuré qui se montre le plus intransigeant dans le respect de ses droits, le plus rigoureux dans son comportement à l'égard des manants, le plus inconciliant dans ses relations avec ses voisins ». Quand les vases sacrés et les ornements sacerdotaux sont volés de l'église de Fleurines en 1716, le prieur ne fait pas face à son obligation de les remplacer à ses frais, malgré l'assignation que les habitants lui adressent. La construction du palais prieural, le « château » de Saint-Christophe, vers le milieu du XVIIIe siècle, est motivée par les économies d'impôts que cette grande dépense permet.
On a recensé 720 habitants en 1720.

### Révolution française et Empire

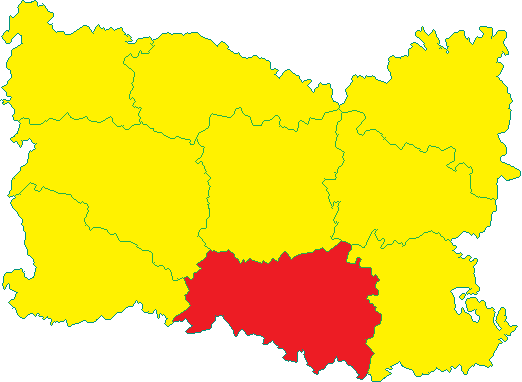
En 1790, Fleurines intègre le district de Senlis (en rouge) dans le nouveau département de l'Oise (en jaune).

La Révolution française ne provoque aucune réaction particulière à Fleurines ; tout au plus, les habitants commentent-ils les événements dans la capitale et les nouveaux décrets promulgués à la sortie de la messe dominicale. Pour la fête de la Fédération le 14 juillet 1790, quarante citoyens du district de Senlis sont choisis pour participer aux cérémonies à Paris, dont un habitant de Fleurines. À son retour, ce dernier, Pierre Nicolas Lavoisier, est toutefois accueilli par des chants patriotiques. Trois mois plus tard, le palais prieural de Saint-Christophe est vendu comme bien national et adjugé à Jean Charton. La rapidité de la dissolution du prieuré s'explique sans doute par l'absence de moines pendant les dernières années avant la Révolution. N'était resté qu'un fondé de pouvoir du prieur commendataire, continuant d'encaisser les revenus dont la raison d'être avait été le financement de l'entretien des moines. En octobre 1793, la société populaire de Fleurines rebaptise bon nombre de rues aux noms à connotation religieuse ou évoquant l'Ancien Régime. Les symboles ecclésiastiques sont supprimés partout, sauf à l'intérieur de l'église, y compris statues, calvaires et la croix de cimetière. L'église de Fleurines devient Temple de la Raison et l'église prieurale simplement « temple ». Elle conserve son clocher, refait vingt ans auparavant, mais celui de Fleurines est démoli, un seul clocher étant désormais autorisé par commune. Toutefois, la nef et les bas-côtés de l'église de Saint-Christophe sont utilisés comme carrière de pierres. En même temps, Charton, impliqué dans la fusillade du Champ-de-Mars, est arrêté et guillotiné le 27 juin 1794. Ceci n'empêchera sa veuve de récupérer le « château », où elle finira ses jours longtemps après.

### Époque contemporaine
Le village reste à l'abri des événements accompagnant les périodes agitées du Consulat et de l'Empire. Mais à la chute de ce dernier en 1815, les troupes françaises en retrait traversent Fleurines, et avec leur lot de malades et blessés, confrontent le village avec la réalité des événements. Les troupes d'occupation allemandes et anglaises font fuir les habitants dans la forêt et pillent plusieurs maisons. En 1837, l'industrie tuilière emploie cent cinquante personnes dans quatorze tuileries. L'effectif permanent d'une tuilerie se compose typiquement de deux hommes, trois femmes et trois enfants, rémunérés à la pièce. La production annuelle s'élève à quatre millions de tuiles, trois cent mille carreaux et autant de briques, ainsi que huit mille faîtières. La production a toujours recours aux gisements de marne verte autour de Fleurines, riche en argile. Le nombre de fours de tuilerie augmente encore et atteint dix-sept à son apogée, mais l'activité décline au début du XXe siècle comme conséquence de l'industrialisation. Ainsi en 1927, seul reste en fonctionnement le four de Léon Havy.
À la fin du XIXe siècle, la municipalité accorde  la concession d'une sablière à la Compagnie Saint-Gobain, l'industrie du verre étant alors en pleine expansion. Afin de permettre le transport du sable, la ligne de chemin de fer industriel reliant Fleurines à Pont-Sainte-Maxence est construite. Son exploitation cesse à  la fin de la Première Guerre mondiale.
Le Second Empire est bien accueilli par les Fleurinois, qui acclament largement Napoléon III. En décembre 1870, pendant un hiver particulièrement rude avec −22 °C en décembre, le village est occupé par les Prussiens qui commettent des pillages. Après le retour de la paix, la contribution de guerre exigée par eux finit de ruiner le village. Au début de la Première Guerre mondiale, quand les villes voisines comme Senlis, Creil et Pont-Sainte-Maxence sont incendiées par les Allemands, Fleurines échappe de peu à un destin semblable. En effet, le soir du 7 septembre 1914, l'escadron d'uhlans qui venait de dévaster Creil arrive à Fleurines et demande à boire dans les bars et cafés du village. Bien que le maire ait conseillé aux habitants de renoncer à toute provocation, les soldats menacent de mettre le feu au village. Arrive alors une deuxième unité, dont le capitaine, John Evann, est un peintre qui avait souvent travaillé à Fleurines et joué aux cartes avec les habitants le soir. Il salue le futur maire, M. Carlier, et ordonne aux soldats d'épargner Fleurines.
En juin 1940, Fleurines est une scène de combats de la Seconde Guerre mondiale. En prévision de ce développement, ordre est donné d'évacuer le village en date du 8 juin, et très vite, les Allemands s'emparent du village, le 10 juin. La défense par les 3e et 5e compagnies du 88e régiment d'infanterie de ligne réussit à défendre Fleurines pendant quelques jours seulement. Le lot de la commune est celui de toutes les villes occupées. Dès 1941, un petit groupe d'habitants entre dans la Résistance et rejoint le réseau de Senlis et Compiègne. Un chef de résistance, Georges Piron, est arrêté, déporté dans une prison de Cologne et y est décapité à la hache en 1943. Ensuite, la population souffre particulièrement en 1943 et 1944, car des SS ont pris quartier à Saint-Christophe et ravagent dans les alentours. Le soulagement vient avec la Libération par une unité de la 1re armée américaine. Les FFI réussissent à capturer encore huit soldats allemands cachés dans la forêt.

## Politique et administration

### Rattachements administratifs et électoraux

#### Rattachements administratifs
La commune se trouve dans l'arrondissement de Senlis du département de l'Oise.
Elle faisait partie depuis 1793 du canton de Pont-Sainte-Maxence. Dans le cadre du redécoupage cantonal de 2014 en France, cette circonscription administrative territoriale a disparu, et le canton n'est plus qu'une circonscription électorale.

#### Rattachements électoraux
Pour les élections départementales, la commune fait partie depuis 2014 du canton de Senlis
Pour l'élection des députés, elle fait partie de la quatrième circonscription de l'Oise.

### Intercommunalité
Fleurines était membre de la communauté de communes du Pays de Senlis, un établissement public de coopération intercommunale (EPCI) à fiscalité propre créé en 2000 et auquel la commune avait transféré un certain nombre de ses compétences, dans les conditions déterminées par le code général des collectivités territoriales.
À la suite de désaccords profonds entre élus des communes membres, le préfet décide de dissoudre l'établissement public de coopération intercommunale (EPCI) le 30 avril 2009. Treize communes souhaitent se regrouper dans un nouvel EPCI appelé communauté de communes Cœur Sud Oise, dont les statuts et le périmètre sont validés par arrêté préfectoral du 30 décembre 2009.
Une nouvelle structure intercommunale est créée par arrêté préfectoral à la même date, appelée communauté de communes des Trois Forêts (CC3F) autour de Senlis, avec les dernières communes souhaitant y participer que sont Aumont-en-Halatte, Courteuil, Chamant et Fleurines.
Dans le cadre des dispositions de la loi portant nouvelle organisation territoriale de la République (Loi NOTRe) du 7 août 2015, qui prévoit que les établissements publics de coopération intercommunale (EPCI) à fiscalité propre doivent avoir un minimum de 15 000 habitants, le schéma départemental de coopération intercommunale approuvé par le préfet de l'Oise le 24 mars 2016 prévoit notamment la fusion de la communauté de communes des Trois Forêts et de la communauté de communes Cœur Sud Oise,, restituant ainsi l'ancienne communauté de communes du Pays de Senlis — à l'exception d'Orry-la-Ville, désormais membre de la communauté de communes de l'Aire Cantilienne — créée en 2000,.
Après consultation des conseils municipaux et communautaires concernés, la nouvelle intercommunalité est constituée au 1er janvier 2017 par un arrêté préfectoral du 14 novembre 2016 sous le nom de communauté de communes Senlis Sud Oise. Fleurines en est donc désormais membre.

### Tendances politiques et résultats
Les tendances politiques de l'électorat fleurinois restent constantes puisque tous les scrutins voient la préférence pour un candidat de droite.

### Administration municipale
Le nombre d'habitants lors des derniers recensements étant compris entre 1 500 et 2 499 habitants, le nombre de membres du conseil municipal est de 19.

### Liste des maires
| Période   | Période                        | Identité           | Étiquette | Qualité                                      |
| --------- | ------------------------------ | ------------------ | --------- | -------------------------------------------- |
| 1959      | 1976                           | Jean Toursiere     |           |                                              |
| 1977      | 1984                           | Firmin Declercq    |           |                                              |
| 1984      | mars 2001                      | Michel Desprez     |           |                                              |
| mars 2001 | mai 2020                       | Philippe Falkenau  |           |                                              |
| mai 2020  | En cours (au 10 novembre 2022) | Guillaume Maréchal |           | Président de la CC Senlis Sud Oise (2020 → ) |

## Équipements et services publics

### Eau et déchets

#### Gestion de l'eau
Le syndicat intercommunal du bassin d'Halatte assure la production en eau potable pour la commune de Fleurines. L'eau, stockée dans un réservoir à Saint-Christophe, provient de deux forages, creusés en 2008 et situés à la limite de la commune et de Villers-Saint-Frambourg. Jusqu'en 1999, l'eau potable provenait d'un forage situé près de la piscine. Le réseau d'adduction à l'eau potable a été mis en service en décembre 2012 et alimente 3 500 habitants.
L'assainissement des eaux usées de Fleurines est assuré de manière collective par une station d'épuration d'une capacité de 2 000 EH (équivalent-habitant). Le rejet des eaux usées a lieu par infiltration dans le sol. Depuis 2011, la communauté de communes des Trois Forêts prend en charge l'assainissement non-collectif des eaux usées.

#### Gestion des déchets
Ce domaine de compétence est assuré par la communauté de communes des Trois Forêts. La collecte des déchets a lieu en porte-à-porte tous les lundis. Des conteneurs à verre sont également présents dans la commune. Fleurines ne dispose pas, en 2015, de déchetterie sur son territoire. Les déchetteries les plus proches sont situées à Barbery et Creil.
Enfin, le parc naturel régional Oise-Pays de France apporte son soutien à la commune dans ses actions visant à améliorer la gestion des déchets.

### Enseignement
Fleurines dépend de l'académie d'Amiens et de l'inspection académique de l'Oise.
En 2015, la ville compte une école maternelle (70 élèves) et une école élémentaire (120 élèves), toutes deux réunies dans le groupe scolaire Maurice-Laurain,.
Les collèges les plus proches sont à Pont-Sainte-Maxence, avec un collège public (collège Lucie-et-Raymond-Aubrac) et un privé (collège Saint-Joseph-du-Moncel). Les lycées les plus proches se situent à Senlis avec deux lycées d'enseignement général, l'un public et l'autre privé, et un lycée professionnel public.

### Santé
En 2015, la commune dispose d'un centre médical avec un médecin généraliste, un kinésithérapeute, deux infirmières, un pédicure et un stomatologue. Le centre hospitalier le plus proche est situé à Senlis.
Depuis 1966, Fleurines accueille un Institut thérapeutique, éducatif et pédagogique (ITEP) au sein du château de Saint-Christophe.
Un centre de dialyse est également ouvert dans la commune, sur le site de l'ancien parc de la Vallée des Peaux-Rouges.

### Justice, sécurité, secours et défense
Fleurines relève du tribunal d'instance de Senlis, du tribunal de grande instance de Senlis, de la cour d'appel d'Amiens, du tribunal pour enfants de Senlis, du conseil de prud'hommes de Creil, du tribunal de commerce de Compiègne, du tribunal administratif d'Amiens et de la cour administrative d'appel de Douai.
La commune relève de la brigade de proximité de Pont-Sainte-Maxence.
Le centre d'incendie et secours le plus proche est situé dans cette même localité.

## Population et société

### Démographie
Les habitants de la commune sont appelés les Fleurinois.

#### Évolution démographique
L'évolution du nombre d'habitants est connue à travers les recensements de la population effectués dans la commune depuis 1793. Pour les communes de moins de 10 000 habitants, une enquête de recensement portant sur toute la population est réalisée tous les cinq ans, les populations de référence des années intermédiaires étant quant à elles estimées par interpolation ou extrapolation. Pour la commune, le premier recensement exhaustif entrant dans le cadre du nouveau dispositif a été réalisé en 2005.

En 2022, la commune comptait 1 927 habitants, en évolution de +0,94 % par rapport à 2016 (Oise : +0,87 %, France hors Mayotte : +2,11 %).
| 1793 | 1800 | 1806 | 1821 | 1831 | 1836 | 1841 | 1846 | 1851 |
| ---- | ---- | ---- | ---- | ---- | ---- | ---- | ---- | ---- |
| 473  | 587  | 608  | 651  | 723  | 748  | 743  | 806  | 826  |

| 1856 | 1861 | 1866 | 1872 | 1876 | 1881 | 1886 | 1891 | 1896 |
| ---- | ---- | ---- | ---- | ---- | ---- | ---- | ---- | ---- |
| 772  | 792  | 850  | 752  | 702  | 632  | 628  | 672  | 606  |

| 1901 | 1906 | 1911 | 1921 | 1926 | 1931 | 1936 | 1946 | 1954 |
| ---- | ---- | ---- | ---- | ---- | ---- | ---- | ---- | ---- |
| 591  | 570  | 595  | 557  | 525  | 484  | 474  | 614  | 677  |

| 1962 | 1968 | 1975  | 1982  | 1990  | 1999  | 2005  | 2006  | 2010  |
| ---- | ---- | ----- | ----- | ----- | ----- | ----- | ----- | ----- |
| 622  | 815  | 1 400 | 1 589 | 1 494 | 1 764 | 1 756 | 1 761 | 1 835 |

| 2015  | 2020  | 2022  | - | - | - | - | - | - |
| ----- | ----- | ----- | - | - | - | - | - | - |
| 1 905 | 1 844 | 1 927 | - | - | - | - | - | - |

La population fleurinoise est restée relativement stable de la Révolution française jusqu'au début des années 1960. La localité a ensuite triplé sa population en cinquante ans, passant de 622 habitants en 1962 à 1 842 en 2012. La situation se stabilise toutefois depuis le début du XXIe siècle avec un gain de 78 habitants entre 1999 et 2012. Ce dynamisme démographique pourrait s'expliquer par l'extension de l'aire urbaine de Paris, en complément du développement des pôles urbains secondaires de Senlis et Pont-Sainte-Maxence.

#### Pyramide des âges
La population de la commune est relativement jeune.
En 2018, le taux de personnes d'un âge inférieur à 30 ans s'élève à 34,0 %, soit en dessous de la moyenne départementale (37,3 %). À l'inverse, le taux de personnes d'âge supérieur à 60 ans est de 23,2 % la même année, alors qu'il est de 22,8 % au niveau départemental.
En 2018, la commune comptait 947 hommes pour 982 femmes, soit un taux de 50,91 % de femmes, légèrement inférieur au taux départemental (51,11 %).
Les pyramides des âges de la commune et du département s'établissent comme suit.
| Hommes | Classe d’âge | Femmes |
| ------ | ------------ | ------ |
| 0,4    | 90 ou +      | 0,1    |
| 5,9    | 75-89 ans    | 5,4    |
| 16,5   | 60-74 ans    | 18,2   |
| 25,5   | 45-59 ans    | 22,9   |
| 17,1   | 30-44 ans    | 20,1   |
| 13,5   | 15-29 ans    | 13,1   |
| 21,1   | 0-14 ans     | 20,3   |

| Hommes | Classe d’âge | Femmes |
| ------ | ------------ | ------ |
| 0,5    | 90 ou +      | 1,4    |
| 5,5    | 75-89 ans    | 7,6    |
| 15,6   | 60-74 ans    | 16,3   |
| 20,8   | 45-59 ans    | 20     |
| 19,4   | 30-44 ans    | 19,4   |
| 17,6   | 15-29 ans    | 16,2   |
| 20,6   | 0-14 ans     | 19,1   |

### Sports et loisirs
La vie sportive de Fleurines s'articule autour de plusieurs associations sportives qui proposent du tennis, du tir à l'arc, du judo, du cross et de la pétanque.
Fleurines dispose également d'une piscine d'été découverte, ouverte tous les jours pendant les mois de juillet et d'août. Elle abrite également une salle des sports.
La commune dispose d'un parcours accrobranche ouvert les week-ends et en semaine pendant les vacances scolaires de mars à novembre. Il est ouvert à la place de l'ancien parc à thème de la Vallée des Peaux-Rouges aujourd'hui en ruines. Dans le cadre de l'adhésion de la commune au Parc naturel régional, l'enjeu est de conserver le caractère « naturel » et paysager du site.

### Vie associative
Fleurines compte de nombreuses associations à caractère sportif et culturel.
La fête de la Brioche remonte au XVe siècle. À cette époque, le prieur offrait du blé que les marguilliers transformaient en pain pour être distribué aux pauvres. En 1830, le pain fut remplacé par la brioche. En 1875, la dernière brioche devait être décrochée du mât de cocagne ; le gagnant pouvait se permettre d'inviter à danser toutes les mariées de l'année. Elle se déroule le lundi de Pâques.

### Cultes
Fleurines n'a plus de curé en titre et dépend de la paroisse catholique Sainte-Maxence de Pont-Sainte-Maxence au sein du diocèse de Beauvais, Noyon et Senlis,Site de la paroisse.
Des messes dominicales anticipées sont célébrées le deuxième et le quatrième dimanche du mois à 18h30 de septembre à juin.

## Économie

### Revenus de la population et fiscalité
En 2011, le revenu fiscal médian par ménage était de 47 777 €, ce qui plaçait Fleurines au 670e rang parmi les 31 886 communes de plus de 49 ménages en métropole.

### Emploi
En 2013, la population âgée de 15 à 64 ans s'élevait à 1 181 personnes, parmi lesquelles on comptait 78,4 % d'actifs dont 70,9 % ayant un emploi et 7,5 % de chômeurs. En 2013, 14,5 % des actifs ayant un emploi et résidant dans la commune travaillaient à Fleurines contre 85,5 dans une autre commune.
On comptait 460 emplois dans la commune en 2013, contre 530 en 2008. Le nombre d'actifs ayant un emploi résidant dans la commune étant de 847, l'indicateur de concentration d'emploi est de 54,4 %, ce qui signifie que la commune offre approximativement un peu plus d'un emploi pour deux Fleurinois actifs.

### Entreprises et commerces
Au 31 décembre 2014, Fleurines comptait 145 établissements : 10 dans l'agriculture-sylviculture-pêche, 11 dans l'industrie, 19 dans la construction, 79 dans le commerce-transports-services divers et 26 étaient relatifs au secteur administratif.
En 2015, 14 entreprises ont été créées à Fleurines, dont 8 par des micro-entrepreneurs.
Le tableau ci-dessous détaille la répartition des entreprises implantées à Fleurines en fonction de leur secteur d'activité et du nombre de salariés : 
|                                                              | Total | %     | 0 salarié | 1 à 9 salariés | 10 à 19 salariés | 20 à 49 salariés | 50 salariés ou plus |
| ------------------------------------------------------------ | ----- | ----- | --------- | -------------- | ---------------- | ---------------- | ------------------- |
| Ensemble                                                     | 145   | 100,0 | 94        | 43             | 3                | 4                | 1                   |
| Agriculture, sylviculture et pêche                           | 10    | 6,9   | 9         | 1              | 0                | 0                | 0                   |
| Industrie                                                    | 11    | 7,6   | 2         | 5              | 1                | 3                | 0                   |
| Construction                                                 | 19    | 13,1  | 10        | 9              | 0                | 0                | 0                   |
| Commerce, transports, services divers                        | 79    | 54,5  | 52        | 25             | 1                | 1                | 0                   |
| dont commerce et réparation automobile                       | 19    | 13,1  | 7         | 10             | 1                | 1                | 0                   |
| Administration publique, enseignement, santé, action sociale | 26    | 17,9  | 21        | 3              | 1                | 0                | 1                   |
| Champ : ensemble des activités.                              |       |       |           |                |                  |                  |                     |

L'essentiel de l'activité économique est exercé par des entreprises du secteur tertiaire. Le secteur primaire — agriculture, sylviculture et pêche — représente encore une part relativement importante de l'activité économique. La vie économique fleurinoise est marquée par l'implantation de très petites entreprises (TPE), seuls cinq établissements emploient plus de 20 salariés. L'unique établissement employant plus de 50 salariés exerce dans le secteur administration publique, enseignement, santé, action sociale.

#### Agriculture et sylviculture
Le tableau ci-dessous présente les principales caractéristiques des exploitations agricoles de Fleurines, observées sur une période de 22 ans :
|                                            | 1988 | 2000 | 2010  |
| ------------------------------------------ | ---- | ---- | ----- |
| Nombre d'exploitations                     | 8    | 6    | 3     |
| Équivalent Unité de travail annuel         | 8    | 5    | 6     |
| Surface Agricole Utile (SAU) (ha)          | 337  | 310  | 365   |
| Cheptel (nombre de têtes)                  | 47   | 39   | 76    |
| Terres labourables (ha)                    | 314  | 295  | 365   |
| Superficie moyenne d'une exploitation (ha) | 42,1 | 51,7 | 121,7 |

L'activité agricole reste très faible à Fleurines puisque trois établissements actifs opèrent en 2010. Le nombre d'exploitations a diminué de moitié entre 1988 et 2010. Durant cette même période, la surface agricole utilisée (SAU) a augmenté de 8 % tandis que la taille moyenne d'une exploitation triplait. Les évolutions des composantes de l'agriculture ne sont pas linéaires, elles ont d'abord connu une période de repli entre 1988 et 2000. L'agriculture a également évolué, d'abord spécialisée dans la culture de céréales et d'oléoprotéagineux en 2000, elle favorise ensuite les cultures générales (grandes cultures). Au regard des chiffres sur l'emploi et de la situation de la commune, une entreprise travaille dans le domaine de l'exploitation forestière, en lien avec la forêt d'Halatte.

#### Artisanat et industrie
Fleurines est dotée d'une zone artisanale, située au nord du village, le long de la route nationale. Elle regroupe un hôtel, des entreprises et des sociétés de services. Quelques commerces de proximité sont présents à Fleurines comme une boulangerie, un fleuriste et une supérette.

#### Tourisme
En 2015, l'offre d'hébergement touristique de Fleurines est un hôtel d'une capacité de 64 chambres.

## Culture locale et patrimoine

### Lieux et monuments
La commune compte deux monuments et deux objets répertoriés à l'inventaire des monuments historiques,: 

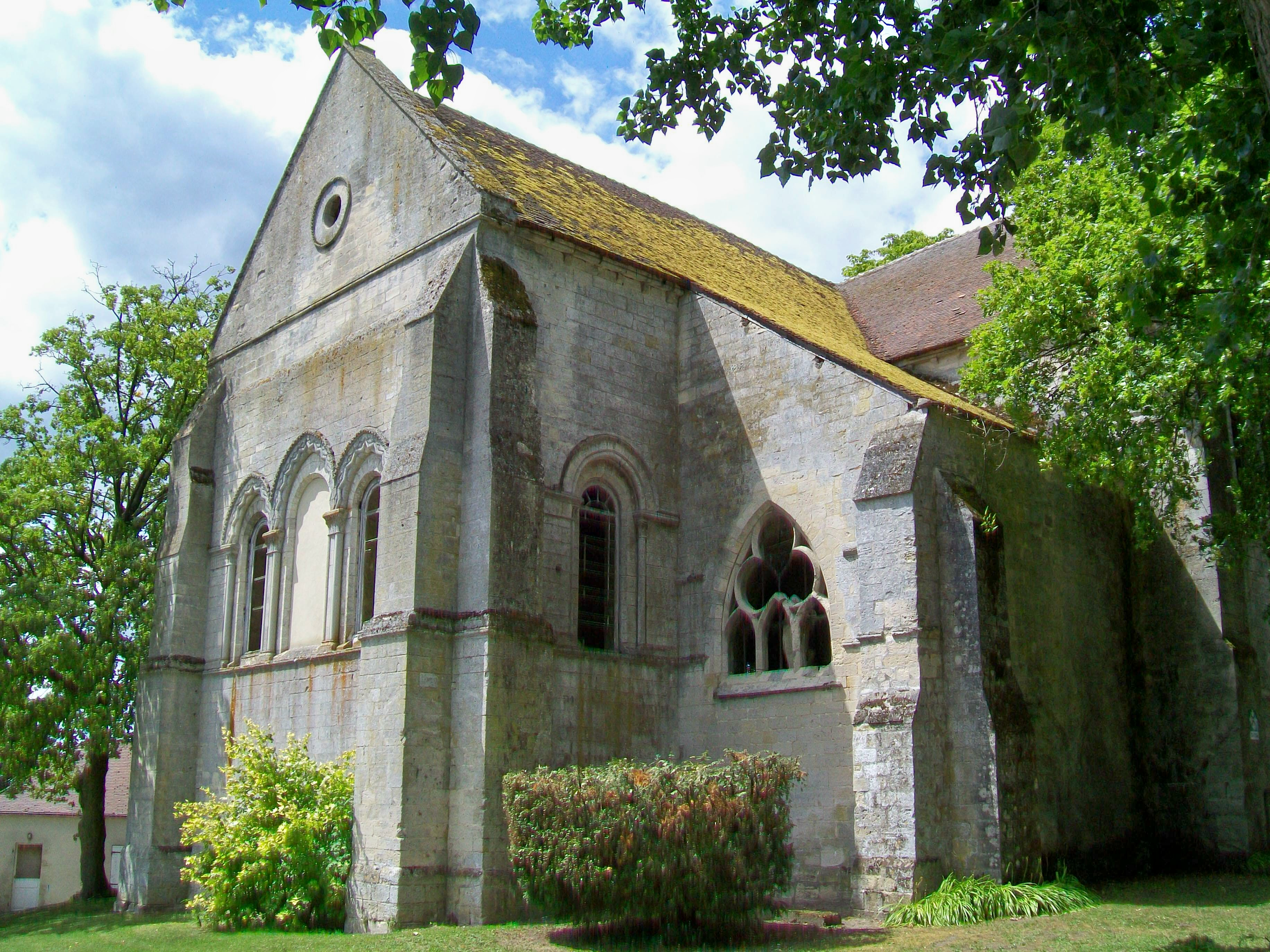
Église de l'ancien prieuré Saint-Christophe ; chœur et chapelle nord.

- Ancien prieuré Saint-Christophe-en-Halatte ; 
Les restes de l'église ont été classés aux monuments historiques par arrêté du 8 mars 1923[101].
Le prieuré dépendait du prieuré Notre-Dame de La Charité-sur-Loire, de l'ordre de Cluny. Il remplace une ancienne abbaye appauvrie, qui est relevée en 1061 par le seigneur Galeran de Senlis. Les moines n'observant pas la discipline, il décide de les soumettre à la règle stricte de l'ordre de Cluny, qui n'accepte que des prieurés. La fondation a lieu en 1083 par le don de l'ancienne abbaye au prieuré de La Charité. Le nouvel établissement est richement doté et devient l'un des principaux propriétaires forestiers de la région. L'église du prieuré est édifiée entre 1150 et 1160 environ dans le style gothique primitif, encore largement influencé par le roman, par des artisans impliqués dans le chantier de la cathédrale Notre-Dame de Senlis. L'histoire administrative du prieuré est connue dans maints détails, de même que son histoire économique, mais l'on ignore tout sur sa vie spirituelle, même le nombre de religieux ayant formé la communauté n'étant pas connu. Le prieuré détient la justice seigneuriale sur ses terres. Tout au long de l'histoire du monastère, les procès en justice concernant l'exploitation et l'usage de la forêt sont fréquents. La plupart des prieurs défendent jalousement leurs droits, que l'administration royale et d'autres personnes essaient souvent d'usurper. Le prieuré tombe en commende assez tôt, au milieu du XVe siècle, bien avant le concordat de Bologne. Au milieu du XVIIe siècle, tout le prieuré est mis en location sauf le logis du prieur, qualifié d'hôtel seigneurial dans les actes. Il n'y a apparemment plus qu'un seul religieux vivant sur place, le prieur commendataire résidant souvent ailleurs. Nonobstant, un nouveau palais abbatial est édifié en 1764, et tous les bâtiments anciens sauf le transept et le chœur de l'église sont abattus. Le dernier prieur, François de Pierre de Bernis, est installé en 1765. Nommé vicaire général de l'archevêque d'Albi en 1782, il ne peut plus venir à Saint-Christophe, et l'ensemble du prieuré est mis en affermage en 1784, y compris le « château ». En 1791, la vente du prieuré et de ses propriétés foncières comme bien national met un terme définitif à la vie religieuse. Le château demeure une résidence particulière, puis devient une « colonie sanitaire » en 1938, et un Institut thérapeutique, éducatif et pédagogique (ITEP) en 1966. Pendant plusieurs décennies, la chapelle a encore accueilli les messes de la Saint-Hubert jusqu'à une date récente[RA 3],[102],[DV 1].
L'intérieur de l'église renferme une statue classée monument historique au titre objet. Elle représente saint Christophe, et est en pierre calcaire polychrome. Datée du XVIe siècle, elle a été mutilée : il manque la tête de l'Enfant Jésus, la main gauche et le bâton de saint Christophe. L'œuvre est classée depuis le 28 juillet 1938[103].

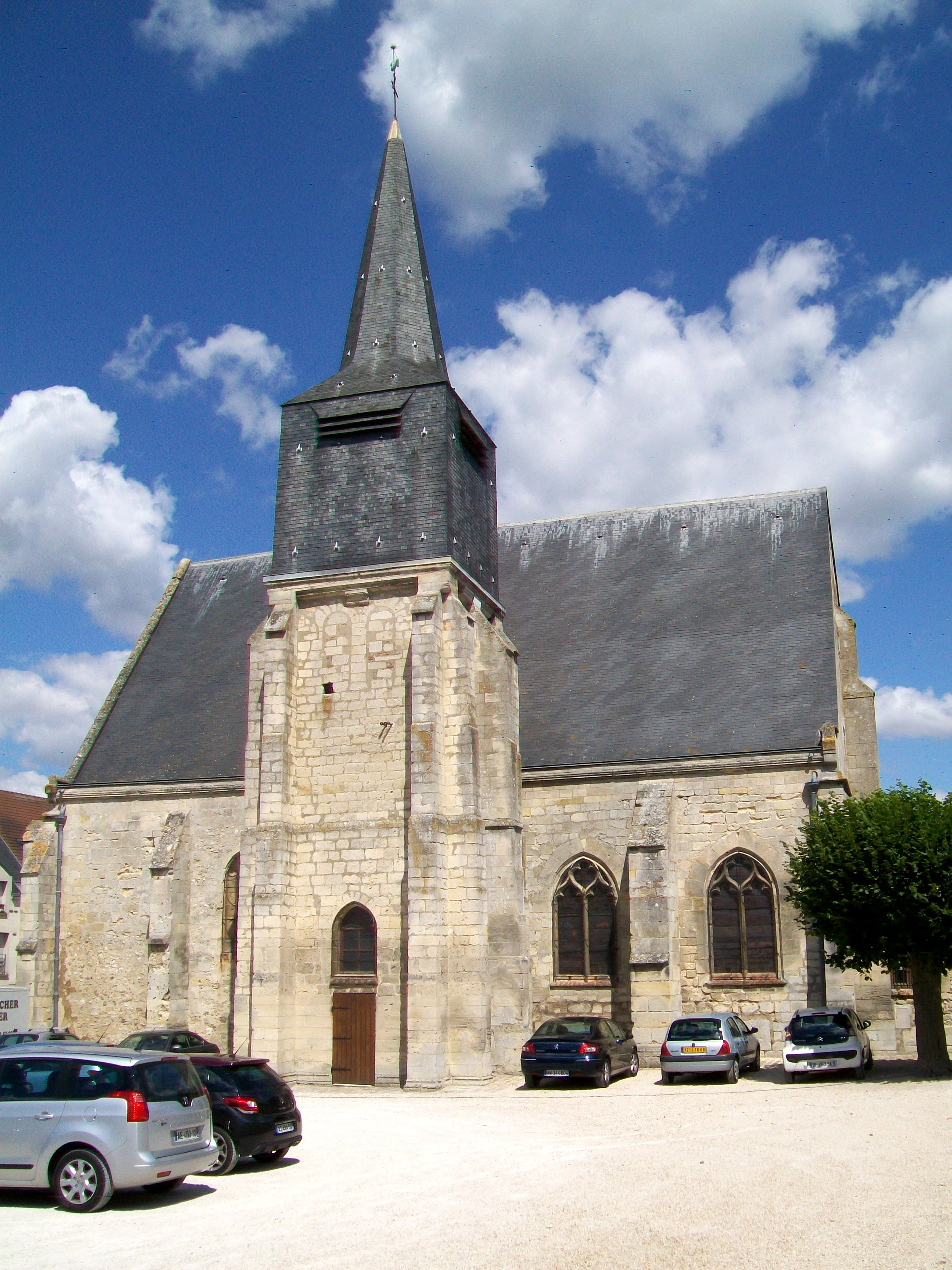
L'église Saint-Jacques-Saint-Gilles, église-halle gothique au clocher roman.

- Église Saint-Jacques-Saint-Gilles, inscrite à l'inventaire des monuments historiques depuis le 30 mai 1978[104].
Elle se situe sur l'un des chemins de Compostelle, ce qui explique son premier vocable, et succède à un édifice du XIIe siècle, dont ne subsistent plus que le clocher latéral roman, vraisemblablement tronqué, et peut-être les contreforts d'angle sud-est. En dehors de ces éléments, c'est une construction gothique flamboyante qui porte les caractéristiques du premier quart du XVIe siècle. Sa grande homogénéité témoigne d'un avancement rapide du chantier. Elle va de pair avec un plan rectangulaire très simple s'inscrivant dans un rectangle, et une architecture un peu sommaire. L'effort décoratif se limite pratiquement au portail principal et aux réseaux flamboyants des fenêtres. Le décor sculpté se fait rare à l'intérieur, et se limite à ce portail, deux chapiteaux, quatre culs-de-lampe dans les angles et trois clés de voûte. Le profil des nervures des voûtes est rustique, et les arcs formerets font défaut. Ceci n'empêche pas une exécution solide et soignée. Ce qui fait l'intérêt de l'église de Fleurines est son plan pratiquement symétrique à double vaisseau, et au chevet plat : elle prend ainsi les caractéristiques d'une église-halle, dont l'on ne trouve, dans tout le nord de l'Île-de-France historique, pas d'autre représentant correspondant si bien à la définition. Généralement les deux vaisseaux ne datent pas de la même époque, ou bien ne sont pas homogènes du chevet jusqu'à la façade[DV 2],[RA 4],[RAsd 1].
Parmi le mobilier de l'église, un seul élément est classé monument historique à titre objet, à savoir un tableau du XVIe siècle issu de l'école bolonaise, représentant saint Sébastien blessé soigné par sainte Irène ; il est classé depuis le 5 novembre 1912[105]. L'on peut également signaler des vitraux confectionnés en 1891 par Avenet, Paris, dont l'un porte une légende erronée, suggérant que saint Gilles est le protecteur du village. Un autre représente saint Hubert, le saint patron de la chasse à courre[RA 5].

On peut également signaler : 

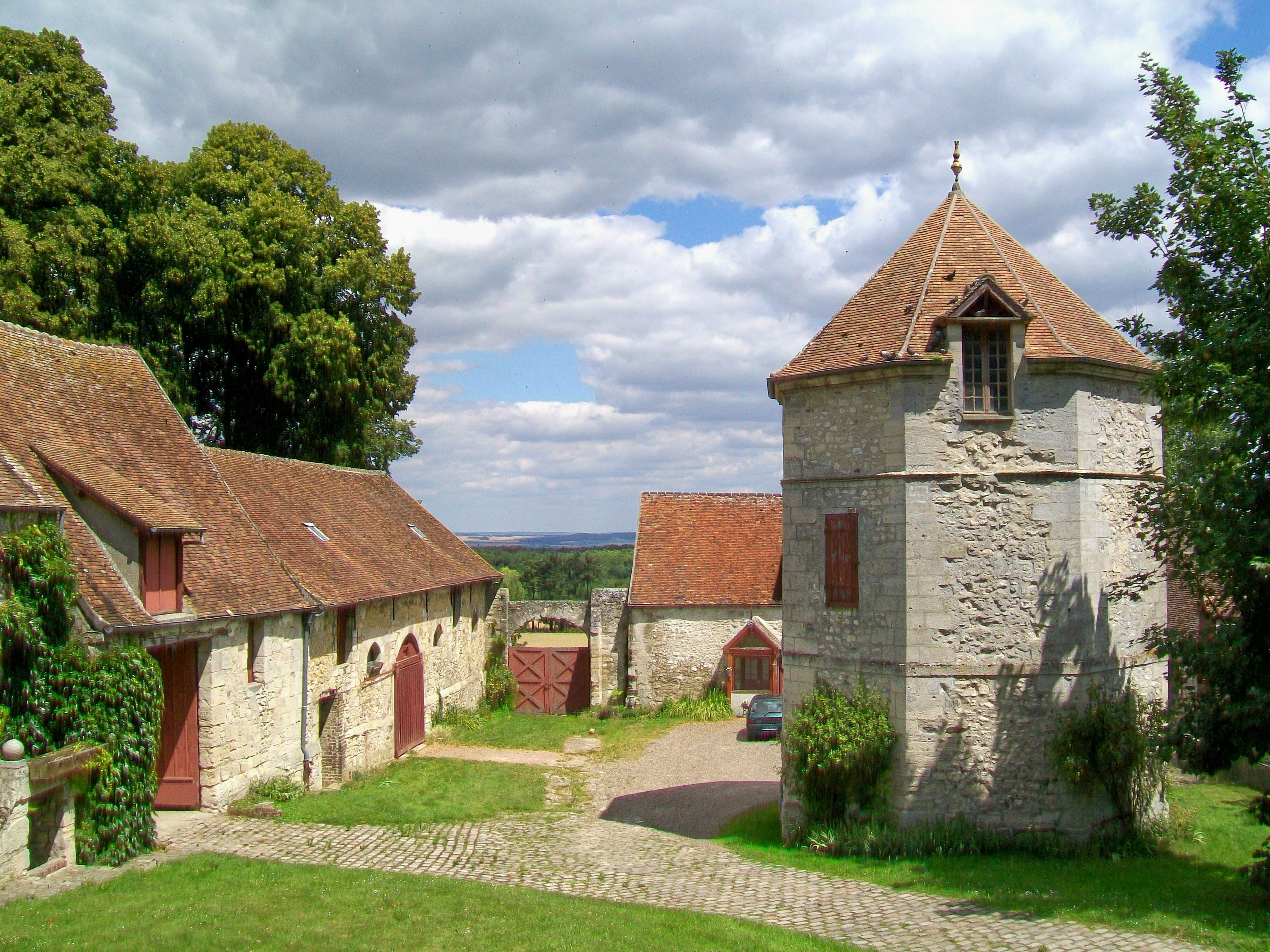
Ferme du prieuré Saint-Christophe, avec un remarquable colombier.

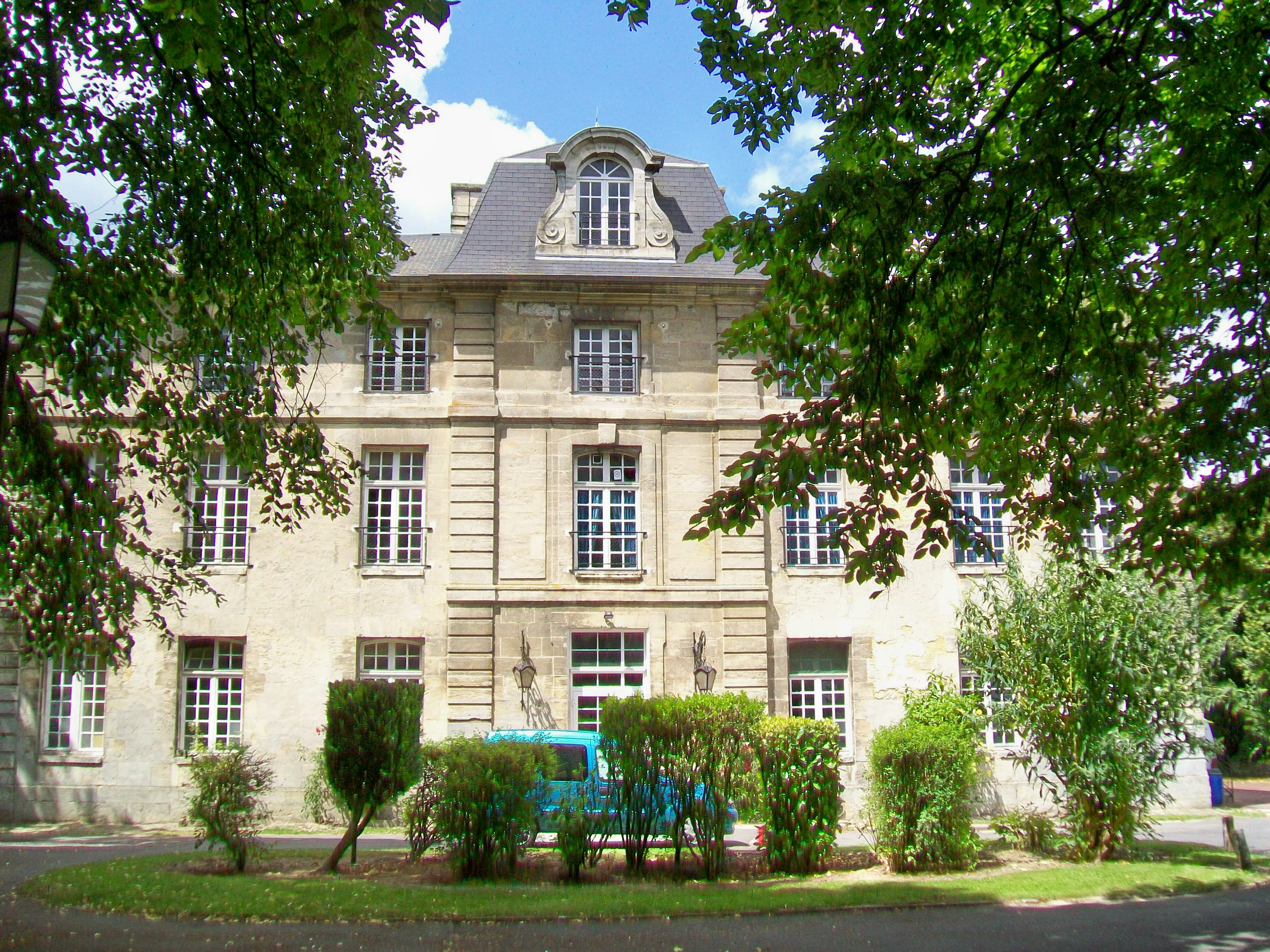
La façade est du château de Saint-Christophe, sur la cour.

- La « ferme des Moutons blancs » avec son colombier octogonal, au hameau de Saint-Christophe, est l'ancienne ferme du prieuré. Elle a été construite à neuf en 1764 en même temps que le château, car l'ancienne ferme était trop proche de l'emplacement de ce dernier[RA 6]. Le pigeonnier dit « du Roy », au centre de la cour, est construit en moellons de différentes tailles avec des chaînages d'angle en pierre de taille. Il comporte trois niveaux, avec un toit à huit pans couvert de tuiles plates. La lucarne d'envol a été transformée en fenêtre, mais à ce détail près, les façades du bâtiment sont conservées dans leur état d'origine.
- Le château de Saint-Christophe, au hameau de Saint-Christophe, a été construit à l'emplacement du logis des moines du prieuré en 1764. Ce logis, le cloître et l'ancienne ferme du prieuré ont été démolis pour dégager l'espace autour du château, qui était à la base le nouveau logis du prieuré. D'une architecture formaliste néoclassique, l'édifice comporte deux étages, dont la seconde est d'une hauteur réduite. Chaque étage présente trois fenêtres de part et d'autre d'un corps central faisant saillie sur les façades est et ouest. Les trois segments des façades ainsi délimités sont encadrés par des bossages. Le seul élément de décor est la lucarne au milieu du toit à la Mansart du corps central, avec un arc plein cintre surmonté d'un fronton sans retour, et encadré de volutes par enroulement. En 1938, le château a été donné par les propriétaires de la ferme des Moutons blancs à une « colonie sanitaire ». Depuis, il abrite des organismes à intérêt général, et plus particulièrement l'institut thérapeutique, éducatif et pédagogique le Château depuis 1966[RA 7],[RAsd 2],[Urb 8],[M 8]. Le château est visible de loin depuis la sortie est du village de Fleurines, grâce à sa position sur le sommet de la butte.

- La croix « Notre-Dame de Bon Secours » à l'est de Saint-Christophe[RA 8], se trouve sur le chemin rural no 1 de Saint-Christophe au Boutinval. Une ancienne fontaine sous la forme d'un obélisque, est située sur une placette au centre du village, rue du général-de-Gaulle[Urb 10].
- L'obélisque du Roi de Rome dans la forêt d'Halatte au nord du village, parcelle 111, date de 1811 et célèbre la naissance longtemps attendue du prince impérial Napoléon II, le 20 mars. L'on ignore qui finança et fit exécuter le monument, et pourquoi l'obélisque a été édifié à l'écart des chemins. Il présente un aspect rustique, avec son socle assemblé de blocs de rocher et l'absence de décoration. La colonne est constituée de quatre pierres taillées et mesure quatre mètres de haut[106]. Des inscriptions gravées par des passants couvrent l'obélisque jusqu'à hauteur d'homme ; en partie datées, certaines remontent au XIXe siècle. Par contre, aucune indication sur les origines du monument ne peut être tirée de ces inscriptions.
- Deux fontaines de la forêt d'Halatte se situent sur le territoire communal de Fleurines, à savoir la fontaine Bertrand, parcelle 209, et la fontaine du Lis, parcelle 111, près de l'obélisque. Ces fontaines à margelle en pierre, caractéristiques de la forêt d'Halatte, datent d'une période incertaine (XVIe - le XVIIe siècle), et étaient destinées aux animaux sauvages ainsi qu'aux chevaux et chiens de meute lors des parties de chasse à courre[107].

- Le chêne à l'Image dans la forêt d'Halatte, à cheval sur les parcelles 188 et 209, est un chêne pédonculé mesurant 23,8 m de haut et 1,7 m de circonférence, d'âge indéterminé[Note 6]. Ce n'est certes pas un arbre remarquable dans le sens propre du terme, mais il constitue, tout comme ses prédécesseurs, la destination d'un pèlerinage annuel depuis 1587, rétabli en 1950 au bout d'une interruption de durée incertaine par le docteur Léon Dautheuil de Senlis et le vicaire de la cathédrale Robert Hardy[RA 9]. C'est une statuette de la vierge Marie accrochée au tronc de l'arbre qui lui vaut son nom. Des vertus miraculeuses furent jadis attribuées à cette « image », et jusqu'à deux mille personnes affluaient certains jours, espérant la guérison de leurs maux[AV 1].

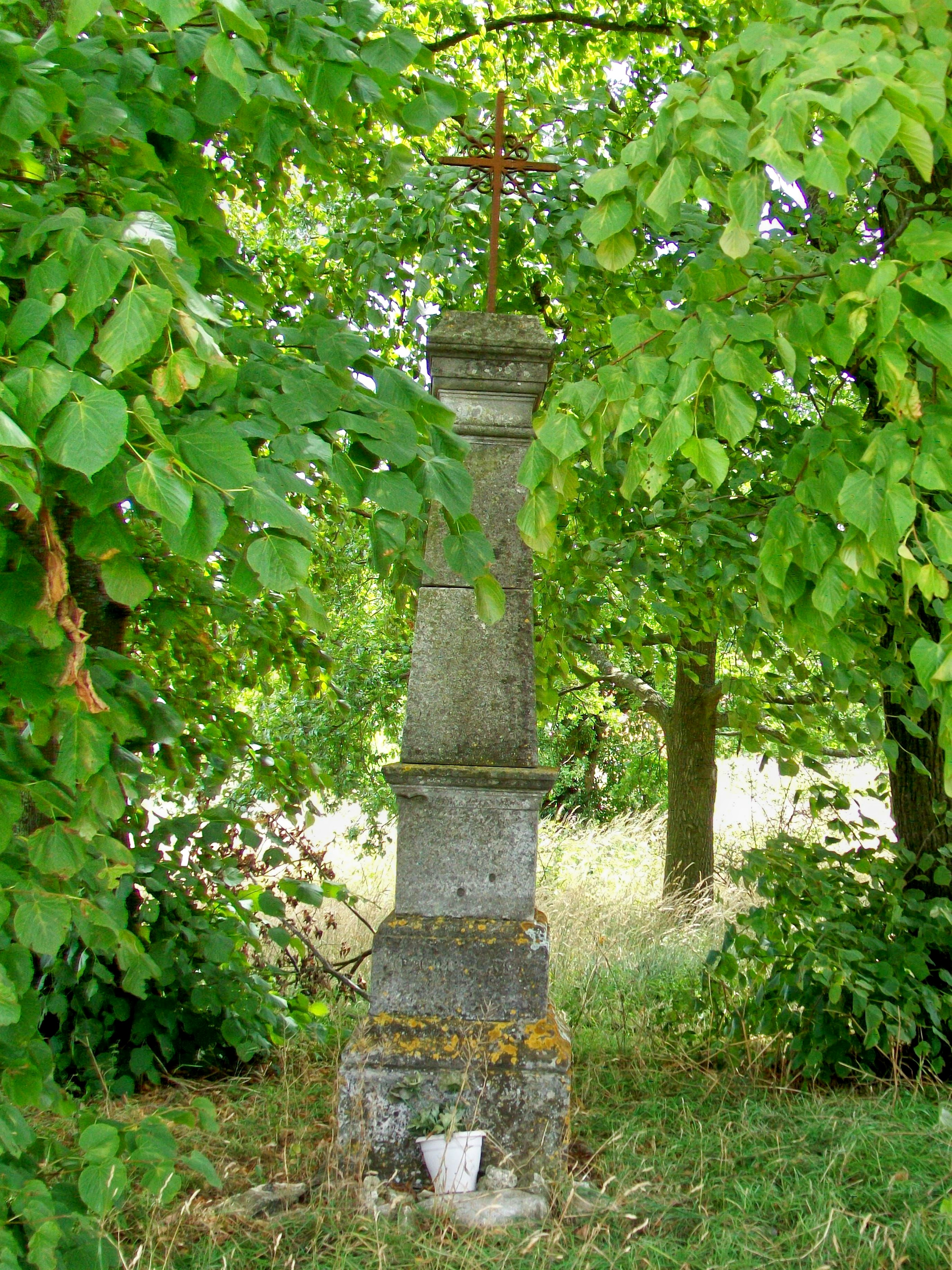
La croix N.D. de Bon-Secours à l'est de Saint-Christophe, sous un groupe d'arbres.
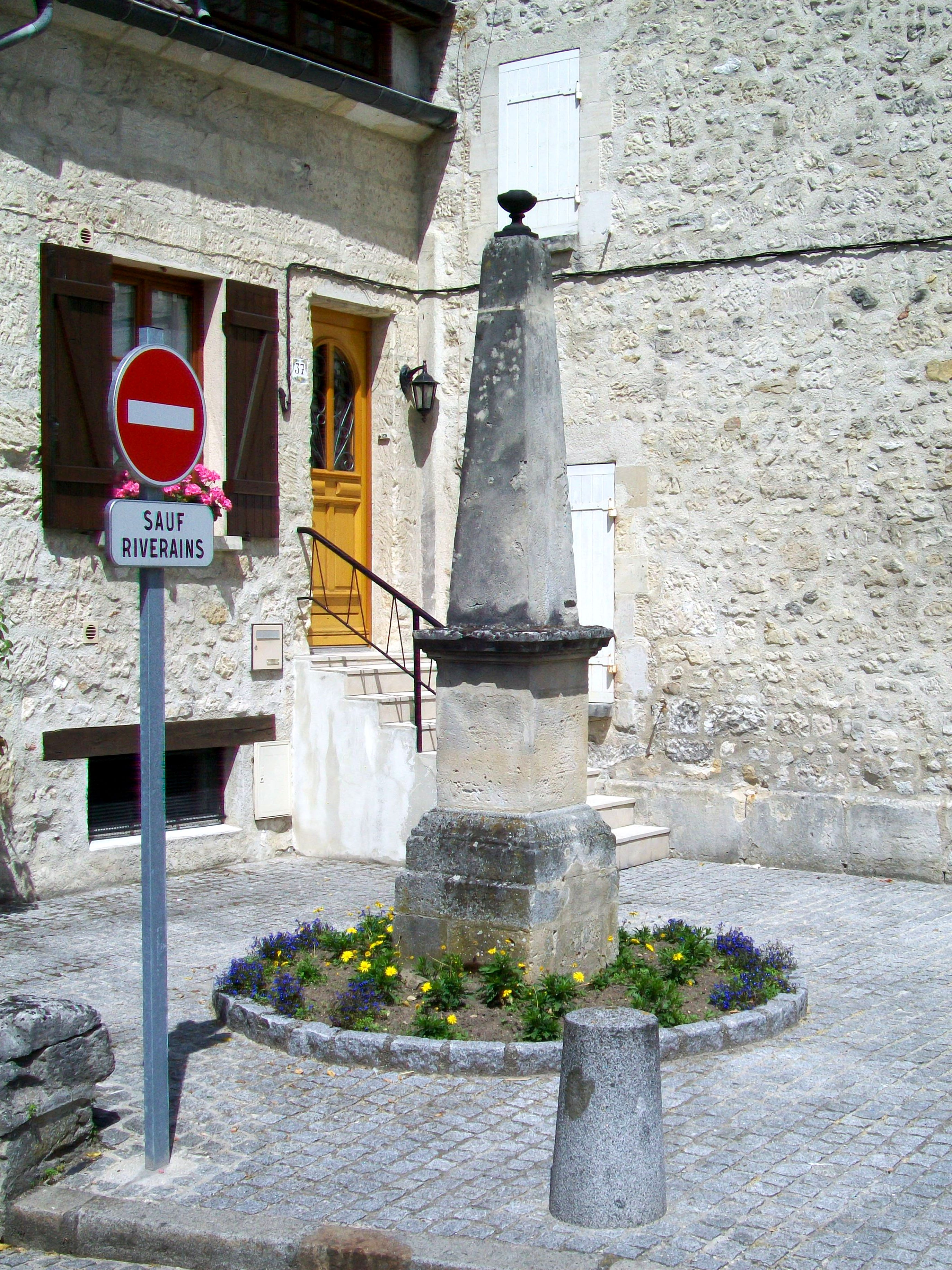
Ancienne fontaine au centre-ville, rue du Général-de-Gaulle.
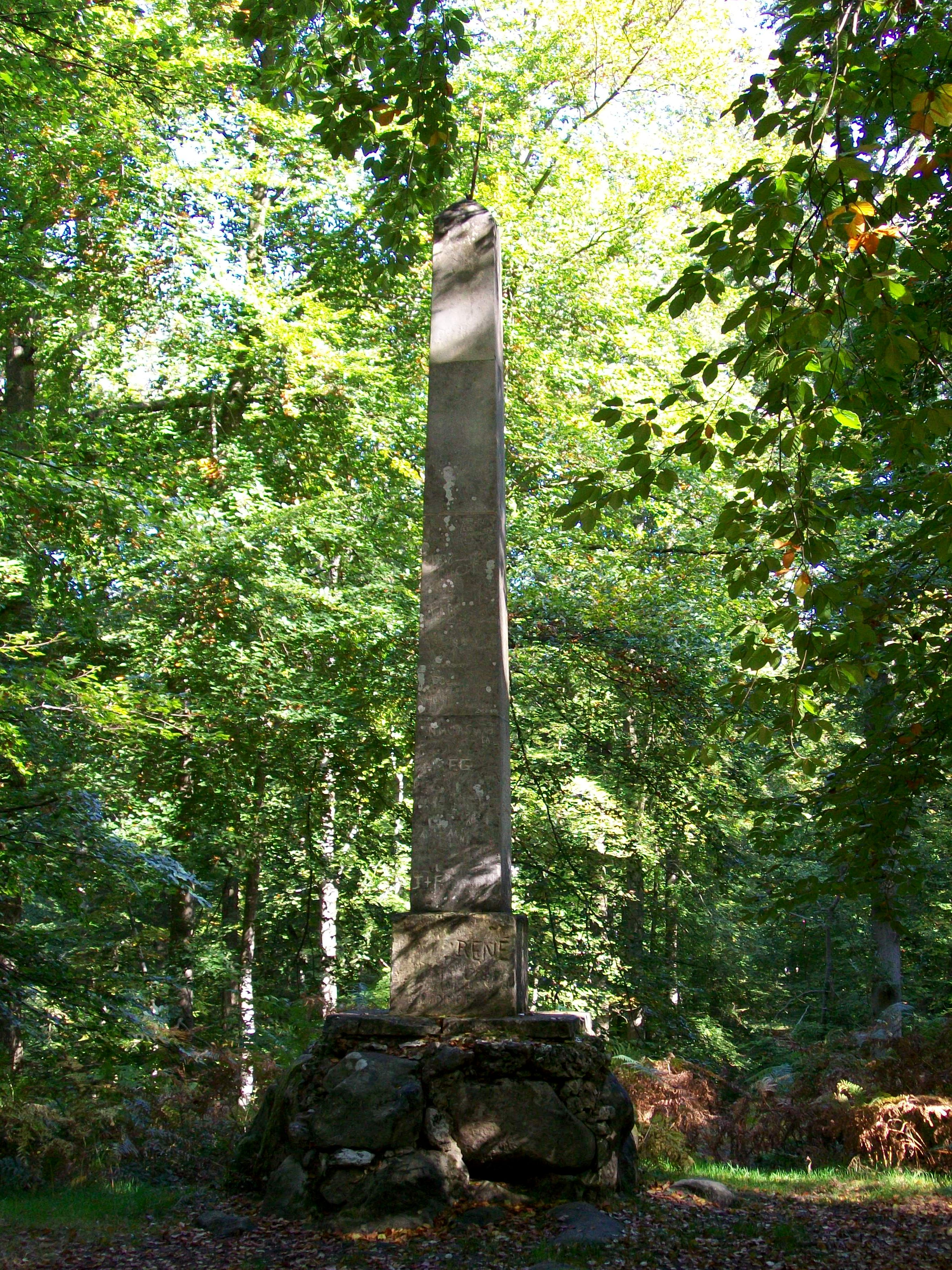
L'obélisque du roi de Rome dans la forêt d'Halatte, parcelle 111.
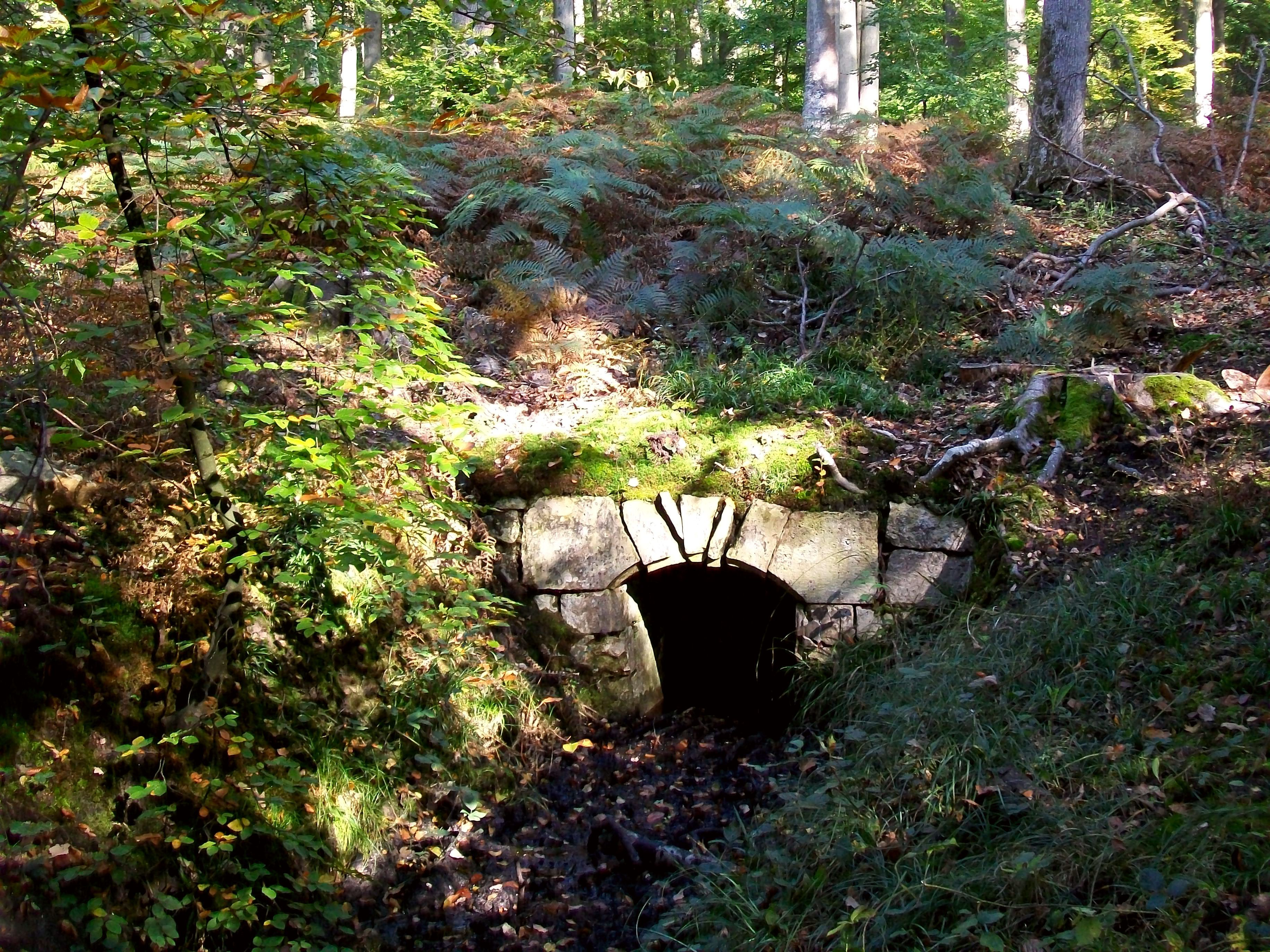
La fontaine Bertrand sur la parcelle 209 de la forêt d'Halatte.
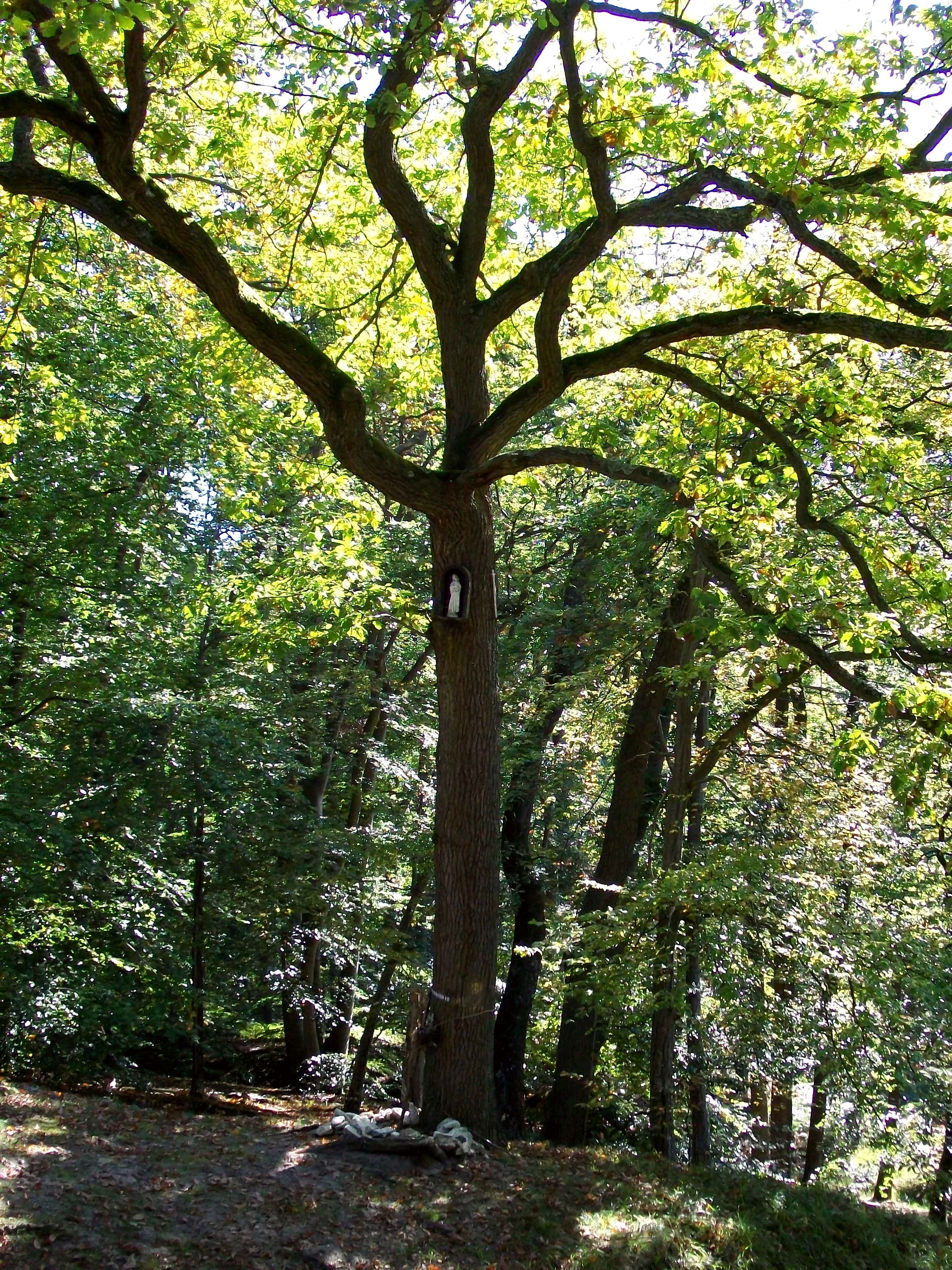
Le chêne à l'Image, lieu de pèlerinage au sud du village dans la forêt.

### Personnalités liées à la commune
- Le cardinal de Bernis (1715-1794), diplomate, homme de lettres et prélat, est le dernier prieur de Saint-Christophe de 1765 à 1784.
- Gaston Kuypers, artiste peintre né à Bruxelles (1903-1997), habitait 17, rue du Général-de-Gaulle, anciennement rue de Paris, et à Vanves dans les Hauts-de-Seine.
- Paul Adrien Joseph Argand (1849-1896), propriétaire des grands magasins « À la place Clichy » à Paris, fut le propriétaire du château de Saint-Christophe[108]. Son fils épousa la fille du parfumeur Georges Delettrez.

### Héraldique
| Blason de Fleurines | Blason  | Écartelé ; au 1) d'azur à trois fleurs de lis d'or ; au 2) et 3) de sinople aux deux pals d'or ; au 4) d'azur à 3 coquilles d'or. Ornements extérieursLe blason est soutenu par des bâtons fleuris (symboles de saint Christophe) et une devise.                                                                                       |
| Blason de Fleurines | Détails | L'azur symbole de fidélité. Le vert symbole de liberté, il représente la forêt qui cerne le village. Le jaune symbole du respect, il symbolise le sable sur lequel est construit Fleurines. Les lys, symboles de la royauté. Les coquilles représentent le Saint Patron de Fleurines. Le statut officiel du blason reste à déterminer. |